# Arte de Cataluña

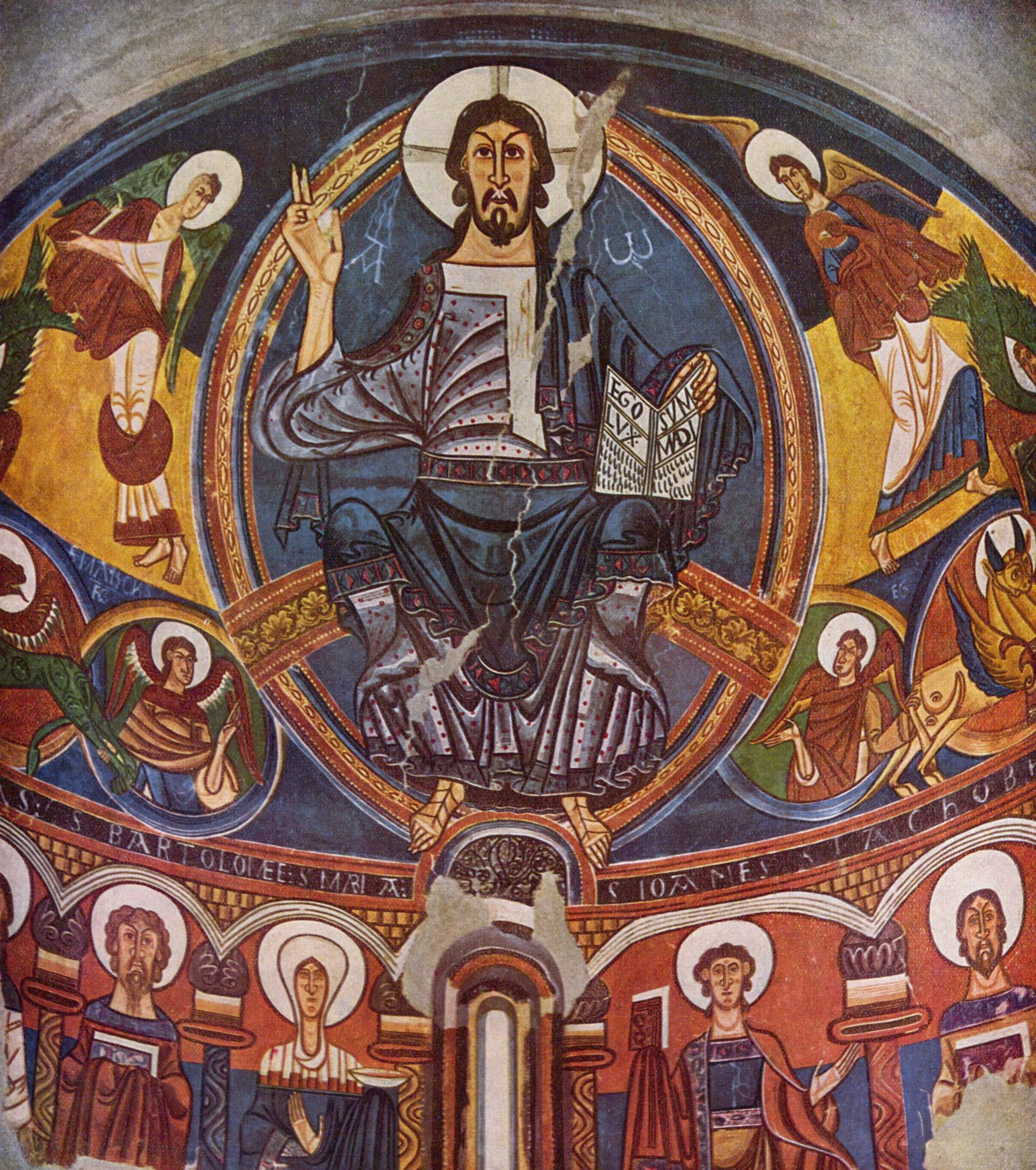
Pantocrátor del ábside de San Clemente de Tahull, MNAC

El Arte de Cataluña ha tenido una evolución paralela a la del resto del arte europeo, siguiendo de forma diversa las múltiples tendencias que se han ido produciendo en el contexto de la historia del arte occidental. El arte ha sido desde siempre uno de los principales medios de expresión del ser humano, a través del cual expresa sus ideas y sentimientos, la forma como se relaciona con el mundo. Su función puede variar desde la más práctica hasta la más ornamental, puede tener un contenido religioso o simplemente estético, puede ser duradero o efímero.
A lo largo de su historia, Cataluña ha acogido diversas culturas y civilizaciones, que han aportado su concepto del arte y nos han dejado su legado. Cada periodo histórico ha tenido unas características concretas y definibles, comunes a otras regiones y culturas, o bien únicas y diferenciadas, que han ido evolucionando con el devenir de los tiempos. De ahí surgen los estilos artísticos, que pueden tener un origen geográfico o temporal, o incluso reducirse a la obra de un artista en concreto, siempre y cuando se produzcan unas formas artísticas claramente definitorias.
El arte catalán es fruto de la diversa amalgama social y cultural aportada por los diversos pueblos que han habitado su territorio: a los primeros pobladores prehistóricos sucedieron los diversos pueblos celtas e íberos llegados durante la Edad de los Metales; estos convivieron más tarde con los primeros colonizadores procedentes de las civilizaciones mediterráneas, los griegos; a continuación llegaron los romanos, que convirtieron Cataluña en parte de su imperio; tras la caída de este, Cataluña formó parte del reino visigodo, y sufrió más tarde la invasión islámica. La Edad Media será el inicio de la cultura catalana como entidad propia y definida, con una lengua propia, heredera del latín, y la formación del primer estado catalán. Será una época de esplendor para el arte catalán, siendo el románico y el gótico periodos muy fructíferos para el desarrollo artístico del Principado. Durante la Edad Moderna, con la vinculación a España y la sucesión de diversas crisis económicas y culturales, el arte entra en cierta decadencia, siendo el Renacimiento y el Barroco estilos no especialmente destacables para la historia del arte catalán. Por último, desde el siglo XIX, con la revitalización económica y cultural, vuelve a florecer el arte, siendo el modernismo uno de los periodos más esplendorosos del arte catalán. Asimismo, el siglo XX supone la puesta al día de los diversos estilos producidos por los artistas catalanes, que conectan con las corrientes internacionales, ofreciendo incluso figuras de primer orden a nivel mundial como Salvador Dalí, Joan Miró y Antoni Tàpies.

## Prehistoria

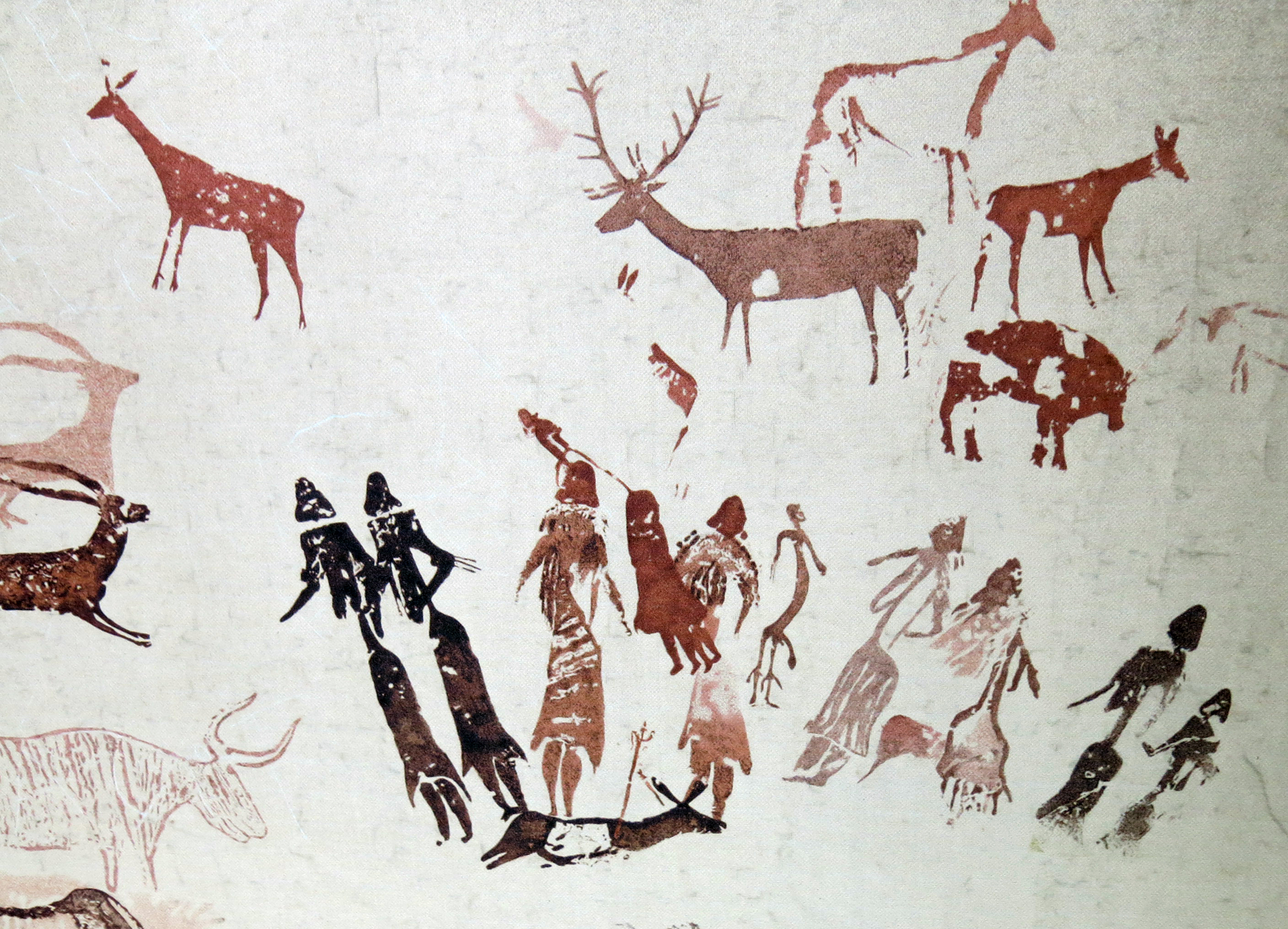
Pintura rupestre en El Cogul, Las Garrigas

Las primeras manifestaciones artísticas se producen en Cataluña alrededor del 30.000 a. C., época de la aparición del llamado hombre de Cromagnon. Los primeros habitantes del territorio eran pequeños grupos de cazadores-recolectores, que vivían generalmente en cuevas y abrigos del terreno. Estos pobladores desarrollaron el llamado arte rupestre, pinturas realizadas en rocas y en las paredes de las cuevas, que suponen el primer medio de expresión utilizado por el ser humano antes de la invención de la escritura. Estas pinturas están generalmente ligadas a ritos religiosos, y representan la plasmación en un lenguaje simbólico del pensamiento de los primeros seres humanos.

### Arte paleolítico
En 1964 se descubrió la Cova del Tendo, en la Moleta de Cartagena (San Carlos de la Rápita, Tarragona). Se trataba de la imagen de un toro rampante, ejecutado mediante un trazo de silueteado, de color negro, que se atribuyó al período Paleolítico Superior. A los pocos años, esta muestra fue expoliada y todavía hoy sigue constituyendo la única muestra de ese arte que ha aparecido en el territorio.

### Arte levantino
Durante el Epipaleolítico (10.000-6.500 años antes del presente) los grupos cazadores-recolectores expresaron su mundo creencial a través de un arte exclusivamente pictórico, el Arte levantino, del que Cataluña posee excelentes ejemplos, particularmente en Lérida y Tarragona, y una presencia más discreta en la provincia de Barcelona. A Cataluña le corresponde el honor de ser la primera en descubrir una estación –la Roca dels Moros de El Cogul (Lérida), en 1908– en la que aparece la figura humana pintada, como no se conocía en la Prehistoria occidental.
Estas manifestaciones aparecen siempre en cavidades al aire libre, son figurativas, minuciosas en los detalles, de imágenes planas y monocromas. Emplean como instrumento pictórico la pluma de ave, consiguiendo el llamado trazo de pluma levantino. Sus elementos iconográficos esenciales, el animal y la figura humana, reciben un tratamiento diferencial: los primeros son más miméticos de la realidad, con detalles muy expresivos (por ejemplo, en las pezuñas y cornamentas); la figura humana refleja un concepto estético muy singular: individuos de cuerpo alargado y tórax triangular con cinturas estrechas, llegando a crear imágenes diseñadas por una sola línea, dotadas de un dinamismo muy característico que refleja acción y movimiento. Las composiciones pictóricas de arqueros y animales son extraordinariamente sugerentes para el acercamiento a aquellos grupos humanos, de ahí que se tomen siempre como ejemplos paradigmáticos del mundo prehistórico.
Las estaciones de Cataluña más conocidas son: el mencionado abrigo de Cogul, la Cova dels Vilasos (Os de Balaguer), la Balma dels Punts (Albí), en Lérida, y Cabra Feixet (Perelló), Cova del Cingle, del Ramat (Tivisa), Mas del Llort y Mas d'en Ramon (Montblanch), Cova de l'Escoda, Racó del Perdigó y Cova del Carles (Vandellós), la Cova de la Caparrella (Rasquera) y el núcleo de la Sierra de la Pietat (Ulldecona), en Tarragona.
Los valores tan singulares y únicos del arte levantino determinaron a la Unesco su declaración como Patrimonio de la Humanidad en 1998, y con él todas las manifestaciones artísticas prehistóricas que se hallaran en su territorio, tanto las de arte paleolítico como esquemático, bajo la denominación convencional administrativa de arte rupestre del arco mediterráneo de la península ibérica.

### Arte esquemático ibérico

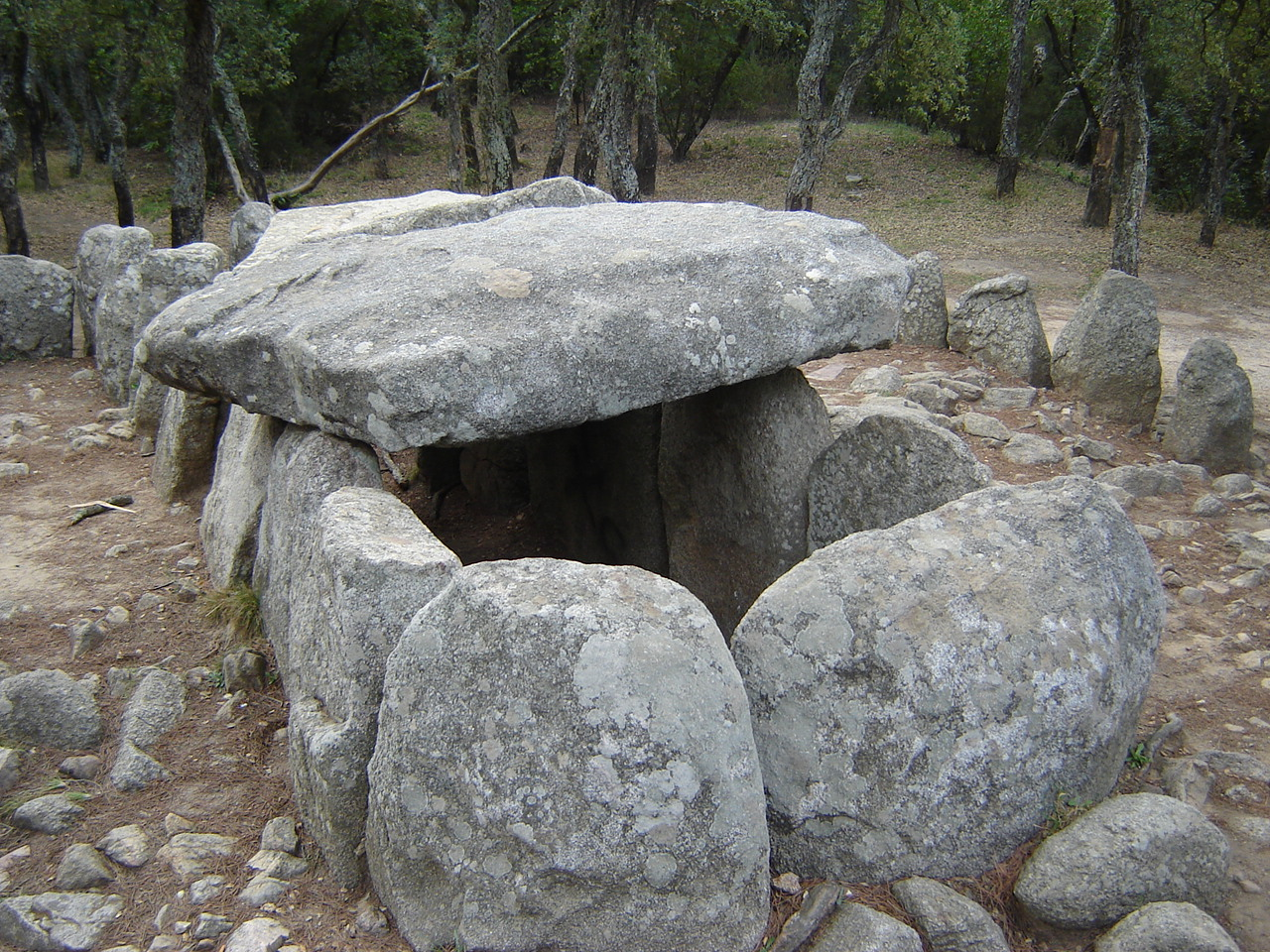
Sepulcro de la Cueva de Daina (Romanyá de la Selva)

El otro gran estilo artístico prehistórico es el llamado arte esquemático ibérico, la expresión creencial de los grupos productores neolíticos (6.500-1.000 años antes del presente), los primeros que comienzan a dominar la agricultura y a vivir en poblados. Es un arte que se fundamenta en la abstracción, monocromo (colores rojo, negro, muy raramente el blanco) y presenta tres grandes grupos de motivos: los geométricos (puntos, rallas, triángulos, anillados, etc.), las máculas y, finalmente, los que muestran lejanas referencias a la figuración (antropomorfos y zoomorfos). Su técnica se basa en el acto gestual, manteniendo una factura de una actualidad sorprendente y, sin embargo, se nos presenta extraordinariamente enigmático. Los yacimientos más significativos se encuentran en Lérida: Cogul, Vall de la Coma y Balma dels Punts (Albi), Abrigos del Francés y del Barranco de Vilaseca (Os de Balaguer); y en Tarragona: Cova del Pi (Tivisa), Mas del Gran y Portell de les Lletres (Montblanc), y la estación cerca de Cueva Pintada (Alfara).
Durante el Neolítico comienzan a producirse las primeras manifestaciones arquitectónicas dedicadas a ritos funerarios o religiosos, generalmente relacionadas con la denominada cultura megalítica. Entre los principales monumentos destacan: el menhir, como los de Palaus (Agullana, Alto Ampurdán) y Murtra (San Clemente Sasebas); el dolmen, como el de Creu d'en Cobertella (Rosas) y el de Mas Bousarenys (Santa Cristina de Aro); o las galerías cubiertas, como el Cementiri dels Moros (Torrent, Bajo Ampurdán), y Cueva de Daina (Romanyá de la Selva). Más adelante, hacia el año 1000 a. C., surgen las primeras necrópolis, en las que el difunto era incinerado y depositado en urnas de cerámica; se han encontrado varias de estas necrópolis en Can Missert (Tarrasa), Can Bec de Baix (Agullana) y la Pedrera (Vallfogona de Balaguer).
Asimismo, en la denominada Edad del Bronce (1.500-1.000 a. C.) comienza la manufacturación de diversos objetos y utensilios trabajados de forma artesanal, especialmente la cerámica y la orfebrería, destacando la producción de los llamados vasos campaniformes. A la del Bronce sucede la Edad del Hierro, que coincide con la llegada a tierras catalanas de pueblos celtas procedentes del centro de Europa, de los que nos han llegado diversos objetos hallados en recintos funerarios (armas, vestidos, ornamentos, cerámica), que enterraban con los fallecidos.

## Antigüedad

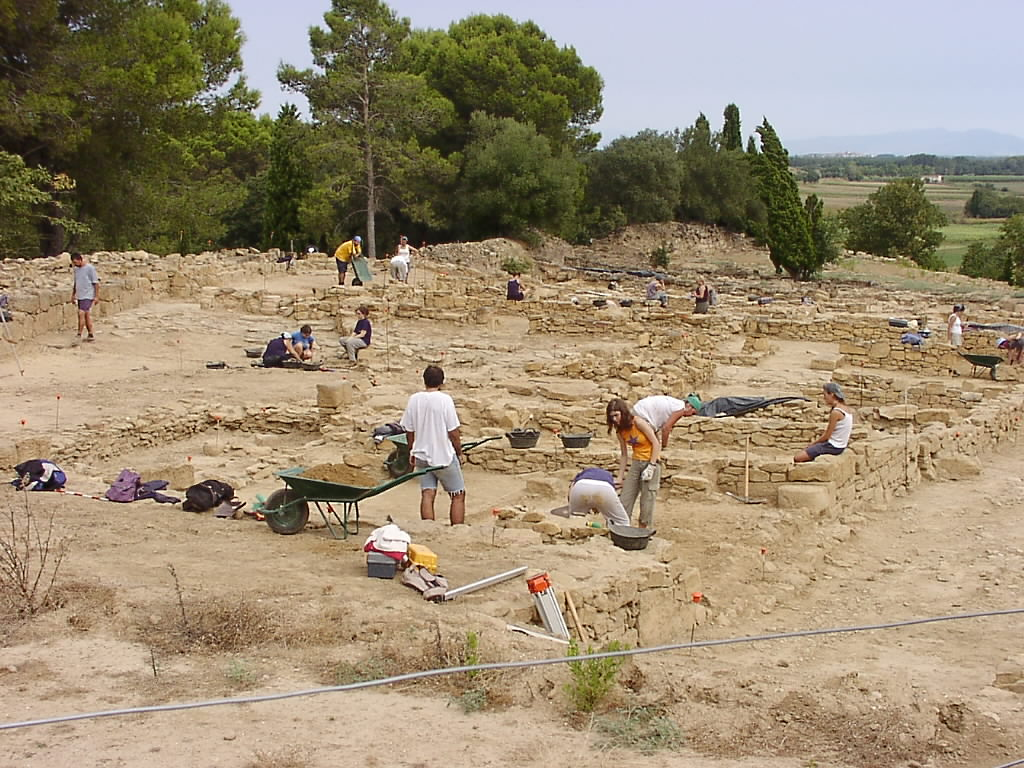
Ciudad ibérica de Ullastret

### Arte ibérico
Pese al asentamiento de los pueblos ibéricos en territorio catalán alrededor del siglo VII a. C., en Cataluña no hay grandes muestras de arte ibérico de relevancia, excepto algunos objetos de uso cotidiano o alguna pequeña pieza decorada rudimentariamente, como un pequeño bronce representando una pareja de bueyes, del Castellet de Banyoles de Tivisa, un vaso de cerámica gris con un pequeño paisaje, del Turó d'en Boscà (Badalona), o unos restos escultóricos de un monumento funerario de San Martín Sarroca (Alto Panadés), del siglo III a. C., con la figura de un posible rey íbero sentado en un trono.
Los poblados ibéricos fueron los primeros asentamientos estables en el territorio, con aldeas trazadas con una planimetría urbanística, rodeadas de murallas para la defensa, ubicadas generalmente en posiciones elevadas. Son de remarcar los restos hallados en Puig Castellet (Lloret de Mar), Puig de Sant Andreu (Ullastret), Castell de la Fosca (Palamós) y Mas Castellar (Pontós).

### Arte griego

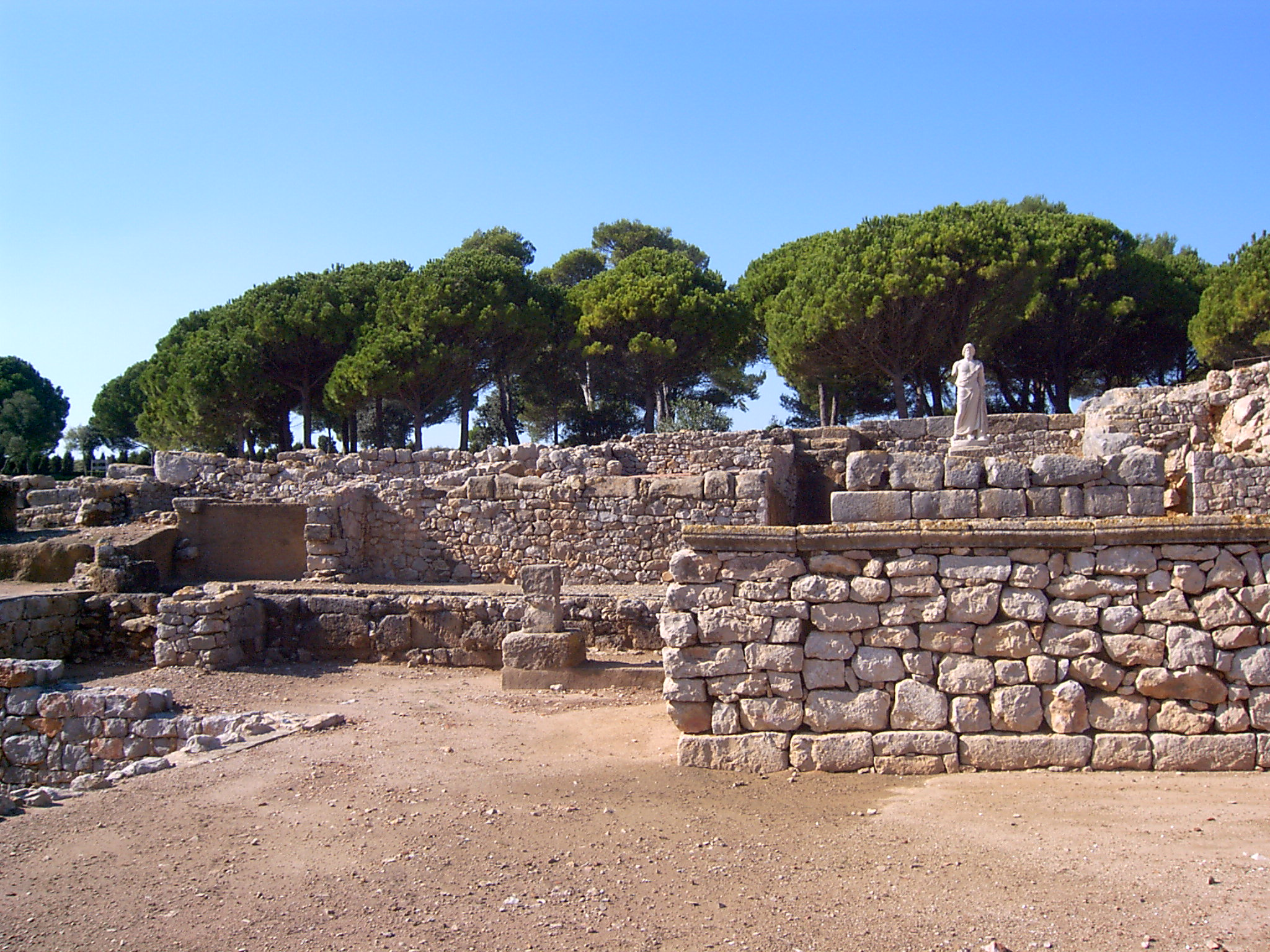
Ampurias.

Los griegos fueron la primera gran civilización mediterránea en asentarse en Cataluña: en el siglo VI a. C.. se fundó la ciudad de Ampurias (Emporion), una de las primeras grandes ciudades construidas en suelo de la península ibérica, que se convertirá en un importante centro de comercio y puerta de entrada de la cultura griega. La denominada Neápolis griega de Ampurias se articulaba alrededor del puerto, con una planimetría urbanística muy desarrollada, donde destacaban los grandes edificios públicos, principalmente el templo, dedicado al dios de la medicina, Asclepio.
En Ampurias se desarrolló notablemente la cerámica griega, destacando los vasos áticos pintados con escenas de diversa tipología, con un estilo naturalista de gran calidad: cabe citar, por ejemplo, una copa encontrada en la Neápolis de Ampurias, fechable alrededor del siglo VI a. C., con una representación de la diosa griega Palas Atenea. El arte griego se puede percibir también en los poblados indígenas íberos, gracias a las relaciones comerciales entre los griegos y los pueblos autóctonos de Cataluña: un buen ejemplo es el tesoro hallado en el poblado ibérico del Castellet de Banyoles de Tivissa, donde destacan unas páteras de plata dorada con representaciones mitológicas.
De Ampurias son también las primeras muestras de escultura que encontramos en territorio catalán, como la famosa estatua del dios Asclepio, hallada en el santuario sur de la Neápolis en 1909, obra de gran naturalismo y magnífica ejecución; o el busto de la diosa Afrodita, del siglo IV a. C., de época helenística, que acusa una notable influencia praxiteliana.

### Arte romano

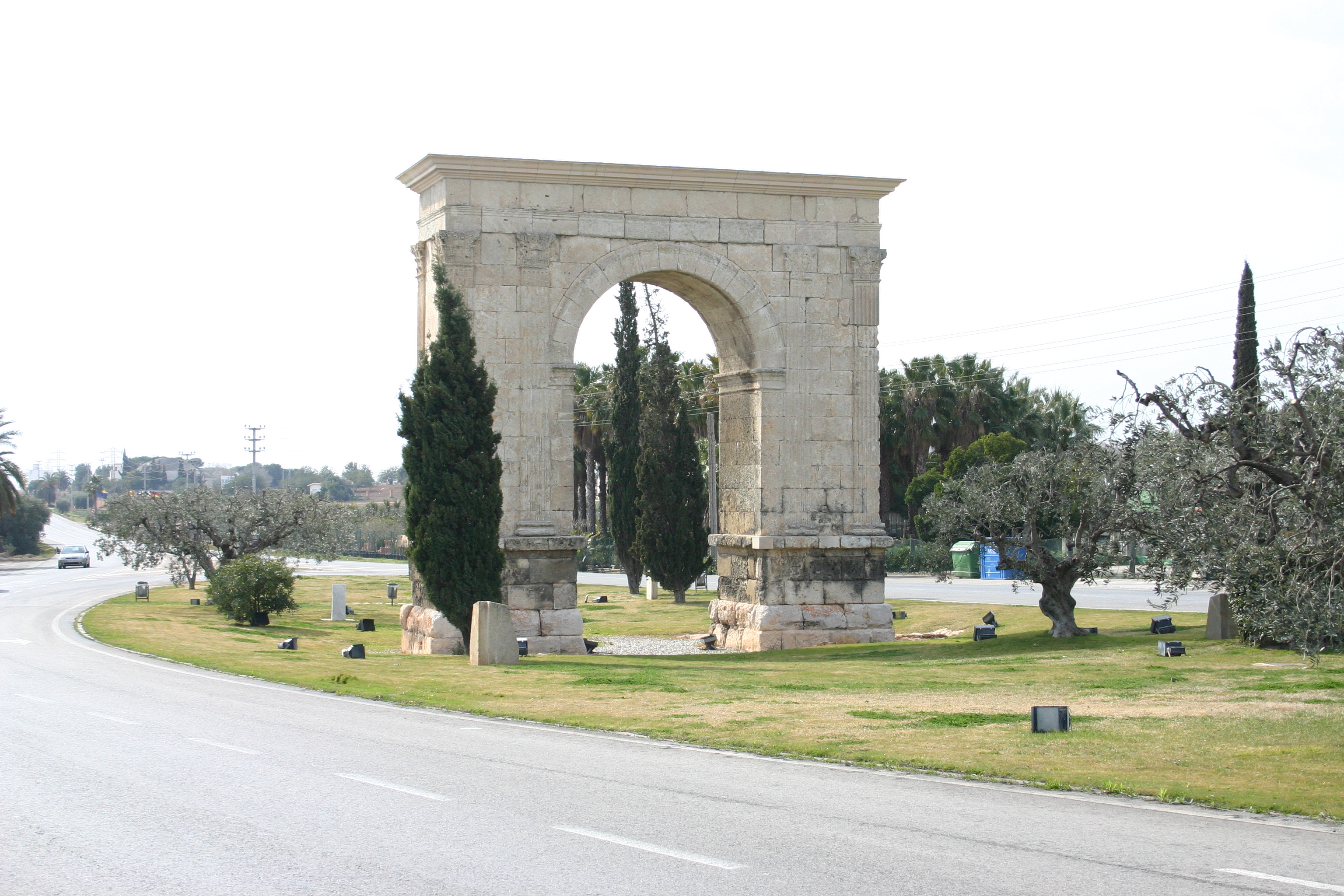
Arco de Bará

En el siglo III a. C., mediante la segunda guerra púnica entre Roma y Cartago, llegan los romanos a la península ibérica, comenzando un proceso colonizador que culminará con la incorporación de toda Hispania al Imperio romano. En 218 a. C. el general Escipión funda Tarraco (Tarragona), que será la primera ciudad romana en importancia en Cataluña. La primera obra de arte romano la hallamos en un relieve situado en una torre de la muralla de Tarraco, representando la diosa Minerva con lanza y escudo, de dos metros de altura. 
Los romanos eran grandes expertos en arquitectura civil e ingeniería, y aportaron al territorio catalán caminos, puentes, acueductos y ciudades con un trazado racional y con servicios básicos, como el alcantarillado, además de templos, termas, circos, teatros, etc. En un lento proceso de colonización se fundan en Cataluña diversas ciudades con población procedente sobre todo de legionarios romanos licenciados: Baetulo (Badalona), Iluro (Mataró), Iesso (Guisona), Aeso (Isona), etc. Asimismo, la ciudad de Ampurias se vuelve romana con la creación de un nuevo establecimiento al lado de la Neápolis griega. Comienza así un proceso de asimilación de la lengua y la cultura romanas, de las que será heredera la lengua catalana, surgida en la Edad Media.
Como principales muestras del primer arte romano en Cataluña tenemos, en el terreno de la arquitectura, el templo y el foro de Ampurias y las termas de Baetulo, mientras que en escultura encontramos diversos hallazgos en las ciudades de Tarraco y Baetulo de estatuas de figuras masculinas o femeninas, seguramente obras para monumentos funerarios de familias nobles. Estas primeras obras presentan rasgos comunes al arte helenístico preponderante en la época a lo largo del Mediterráneo, con especial influencia de modelos procedentes de Narbo Martius (Narbona).
En el siglo I a. C. se funda Barcino (Barcelona), pequeña ciudad amurallada proyectada ya de entrada con aire monumental, destacando el área del foro con el Templo de Augusto. La creación del Imperio y la pacificación de la península conseguida por Augusto generan una larga época de prosperidad que favorece al arte y las obras públicas. Dos ejemplos son el Arco de Bará y el acueducto de Les Ferreres en Tarraco. En Vich se halló en 1882 los restos perfectamente conservados de un templo, donde destaca la fachada, con seis columnas de orden corintio rematadas por un frontón.
En el siglo I de nuestra era la ciudad de Tarraco, convertida en capital de la nueva provincia de la Tarraconensis, tiene una época de gran desarrollo, con la remodelación del foro y la construcción de la basílica judicial y del teatro. Estas construcciones destacan tanto por su monumental arquitectura como la esmerada decoración escultórica, con numerosas estatuas en mármol representando miembros de la familia imperial. La remodelación de Tarraco culmina en la segunda mitad del siglo I con la creación del foro provincial, con un gran templo dedicado al culto del emperador y un circo de carreras de caballos.
La escultura de época imperial gana en realismo, sobre todo en el retrato, con un gran dominio de la fisonomía por parte de los artistas de esta época; hay numerosas muestras halladas en las murallas de Barcino. A partir del siglo II destacan los sarcófagos decorados, como el de Hipólito encontrado en el mar delante de la costa de Tarragona, posiblemente de origen griego, representando escenas del mito de Hipólito y Fedra. También destaca en la decoración de casas y villas el mosaico, que tiene un gran desarrollo en esta época, como los hallados en las ruinas de Ampurias, con una escena con Agamenón e Ifigenia; el de la villa romana de Bell-lloc (siglo IV), con una carrera de cuadrigas; el de la villa dels Munts (Altafulla), con una representación de las musas; o el de la villa dels Ametllers de Tosa de Mar (siglos IV-V).

### Arte paleocristiano
Con la instauración del cristianismo como religión oficial en el siglo IV, la producción artística se desarrolla alrededor de la temática religiosa, en el que se ha definido como arte paleocristiano. Este arte nace de las formas y tipologías romanas, pero con un nuevo contenido basado en la iconografía cristiana. En la arquitectura destaca la iglesia, heredera de la basílica romana, incorporando nuevas formas como la planta en forma de cruz latina, símbolo de Jesús, y tipologías como el baptisterio. Tenemos así el conjunto paleocristiano y altomedieval de Santa María de Tarrasa (siglos V-VII), la iglesia de Sant Feliu en Gerona, la de Santa Jerusalén en Tarragona y la de la Santa Creu en Barcelona.
Otra obra significativa del arte paleocristiano es el mausoleo de Centcelles, en Constantí, del siglo IV, edificio sepulcral con una gran sala cubierta con cúpula, y decorada con un mosaico policromo con escenas de la Biblia así como de caza y de las cuatro estaciones. En el arte paleocristiano cobran relevancia los sarcófagos, generalmente de mármol, con decoración de temática cristiana, muchas veces importados de talleres romanos o del norte de África. Buena muestra son los de la iglesia de Sant Feliu de Gerona y el llamado “sarcófago de las orantes”, hallado en la necrópolis paleocristiana de Tarragona.

## Edad Media

### Prerrománico

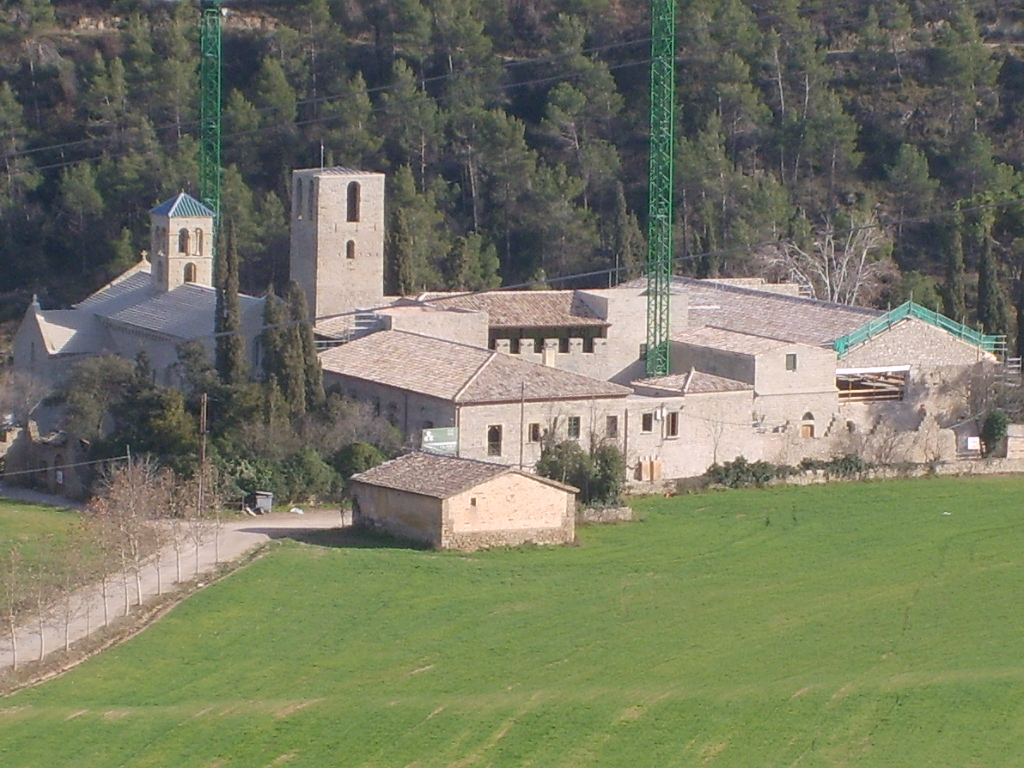
Monasterio de San Benito de Bages

El primer estilo producido en el ámbito del arte medieval es el llamado prerrománico, situado entre la caída del Imperio romano y la creación de la Marca Hispánica. En Cataluña, como en el resto de la península, el prerrománico está marcado por el arte visigodo, así como influencias mozárabes y carolingias. Destacan el conjunto de Tarrasa (San Pedro, Santa María y San Miguel), de influencia visigoda; las iglesias de San Julián de Boada y San Quirico de Pedret, de influencia mozárabe en el uso del arco de herradura; y el Monasterio de San Pedro de las Puellas (Barcelona), de influencia carolingia.
La escultura se desarrolla principalmente en el ámbito arquitectónico, generalmente en piedra calcárea, con pervivencia de formas clásicas procedentes del arte paleocristiano que poco a poco irán evolucionando hacia un estilo más original y autóctono. Se puede comprobar en la decoración escultórica de las iglesias de San Miguel de Tarrasa, San Julián de Boada, San Benito de Bages, etc.
La pintura prerrománica es generalmente mural y, como la escultura, sirve de decoración a la obra arquitectónica. Durante esta época conviven dos líneas estilísticas diferenciadas: la primera, heredera de las formas clásicas, especialmente del arte paleocristiano, y en contacto con otras corrientes foráneas, como la carolingia, representada por los conjuntos de San Miguel y Santa María de Tarrasa; la segunda representa a los artesanos locales, alejados de las formas clásicas y sin contacto con otros estilos, plasmada en las decoraciones de San Pedro de Tarrasa, San Quirico de Pedret y Campdevánol.

### Románico

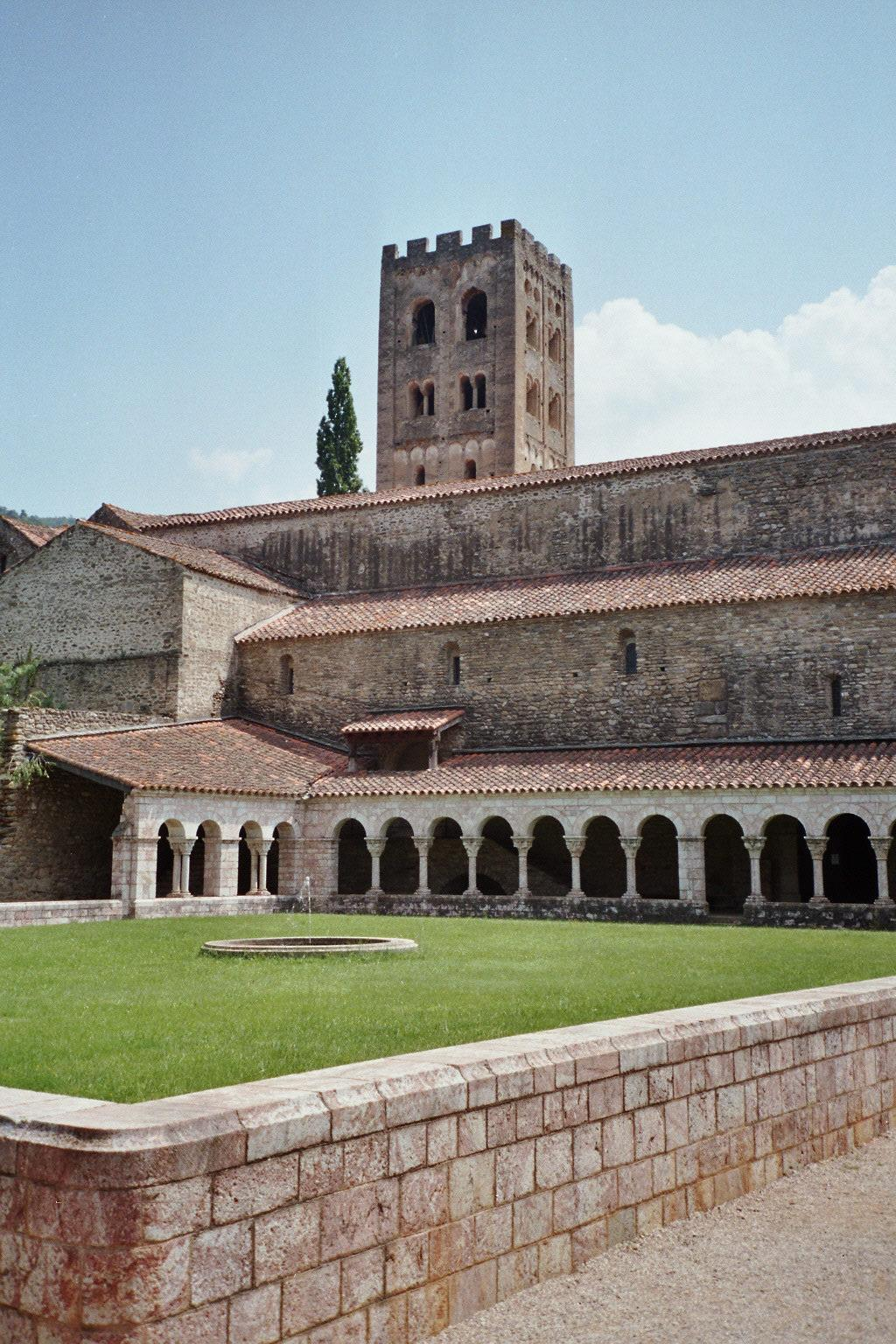
San Miguel de Cuixá.

El arte románico es el primero plenamente catalán, desarrollado sobre todo en la región pirenaica, desde cerca del año 1000 hasta el siglo XIII. Está ligado a la creación de los condados catalanes, que progresivamente van ganando independencia del imperio carolingio, al tiempo que ganan terreno a los reinos islámicos, suponiendo la creación del primer estado catalán que culminará con la Corona de Aragón. Asimismo, se desarrollan las lenguas románicas, entre las que figura el catalán.
El Románico es un movimiento europeo, desarrollado desde España, Italia o Inglaterra hasta el centro de Europa y Escandinavia. Tipológicamente es heredero de las formas romanas, si bien llegan nuevas influencias como la bizantina. Es un arte de tipo religioso, desarrollado principalmente en iglesias en arquitectura y de temática cristiana en las artes plásticas. En Cataluña, las principales influencias provienen de la Lombardía y de las escuelas provenzal y tolosana, si bien se crean nuevas tipologías en el uso de la piedra y en la cubierta de grandes superficies con bóveda que permiten hablar de un románico auténticamente catalán. La arquitectura románica destaca por el uso de bóvedas de cañón y arcos de medio punto.
En el primer románico, de influencia lombarda, destacan las iglesias de San Vicente de Cardona, San Pedro de Caserras, Sant Ponç de Corbera y San Jaime Frontañán, así como los monasterios de Ripoll, Breda y San Miguel de Cuixá, y la catedral de Vich, obras promovidas por el abad Oliba.
La técnica lombarda destaca por el uso de piedra desbastada de pequeñas proporciones, grandes espacios cubiertos con bóveda, con lesenas y arcos ciegos para ornamentación, y arcos torales y formeros para reforzar bóvedas y muros. La influencia lombarda llega hasta el siglo XII a sitios como Tahull o Valle de Bohí. También hay ejemplos alejados de la influencia lombarda, como San Pedro de Roda o San Saturnino de Tabérnolas (Alto Urgel). 
En un segundo románico, llamado “románico internacional”, iniciado a finales del siglo XI, hallamos cambios generados por las reformas religiosas como la cluniacense y la cisterciense. Se caracteriza por el uso de la piedra más trabajada, planimetrías más complicadas, con un cierto apuntamiento de las bóvedas, y una mayor utilización de la escultura para decorar los espacios arquitectónicos. Destacan San Juan de las Abadesas, San Pedro de Besalú, Santa Eugenia de Berga, Sant Nicolau de Gerona, San Pablo del Campo (Barcelona), la catedral de la Seo de Urgel y los monasterios de Poblet y Santes Creus.

Majestad Batlló

En escultura es evidente la influencia de los talleres tolosano y rosellonés, si bien tendrán importancia talleres autóctonos como los de Ripoll, Vich, Solsona y San Cugat del Vallés; las obras más importantes las encontramos en los portales de Vich, Ripoll y San Pedro de Roda, y los claustros de Ripoll, Llusá, Gerona, San Miguel de Cuixá y San Pedro de Galligans. En escultura exenta destaca la imagen de la Virgen del Claustro de la Catedral de Solsona, que destaca por su gran virtuosismo y precisión de los detalles. También son de remarcar obras como la imagen de la Virgen de Montserrat del Monasterio de Montserrat, o la Majestad de Batlló (MNAC), imagen de Jesús crucificado en madera policromada.
Comienza a desarrollarse la pintura, sobre todo mural, como en las decoraciones realizadas en Santa María de Mur y San Quirico de Pedret, de influencia italiana, posible obra de un maestro extranjero. Más adelante encontramos los magníficos ejemplos de Tahull y Valle de Bohí, destacando el famoso Pantocrátor de San Clemente de Tahull, actualmente en el MNAC, obra de un maestro de posible origen italiano. Aparte de estos centros se desarrolla en núcleos episcopales, como Barcelona, Gerona y Vich, una pintura relacionada con la miniatura y la iluminación de manuscritos, como en los conjuntos de San Pedro de la Seo de Urgel y Santa Eulalia de Estaon.

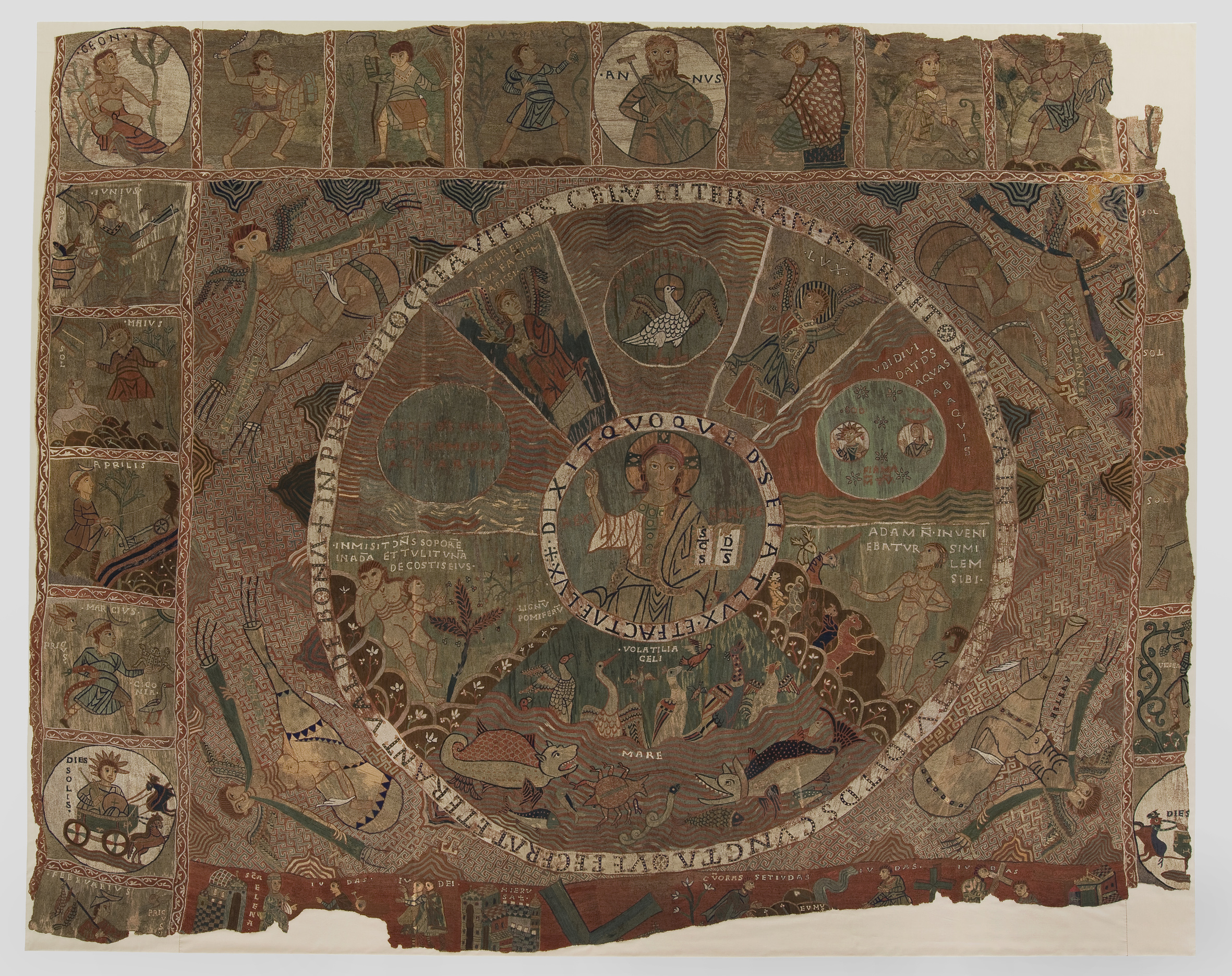
Tapiz de la Creación, catedral de Gerona

En el siglo XIII el románico va evolucionando hacia formas que apuntan al nuevo estilo gótico. Es un arte más urbano, con expansión de la arquitectura civil, si bien las grandes realizaciones son todavía religiosas: capilla de Santa Llúcia y Palacio Episcopal en Barcelona, catedral de Tarragona, iglesias de San Martín y San Lorenzo y Seo Vieja de Lérida, iglesia de San Cugat del Vallés y de Vallbona de las Monjas. La escultura cobra fuerza con la denominada Escuela de Lérida, de influencia tolosana, donde hallamos obras como las portadas de la Anunciación y de los Ahijados de la Seo Vieja de Lérida, la de Agramunt, Santa Maria del Castell de Cubells, Guimerá, Verdú, Gandesa y Santa Coloma de Queralt. La pintura se desarrolla en torno al llamado “estilo 1200”, de procedencia centroeuropea, donde cobra especial relevancia la influencia bizantina, pasando de la pintura mural a la realizada en tabla, sobre todo en frontales de altar; destaca el conjunto de San Esteban de Andorra la Vieja.
Cabe destacar también la gran calidad de las artes aplicadas, con espléndidos trabajos en tapiz, bordado, relicarios, orfebrería, forja, etc. Un magnífico ejemplo lo tenemos en el Tapiz de la Creación, de la catedral de Gerona, o en el estandarte de Sant Ot (MNAC), del siglo XII.

### Gótico

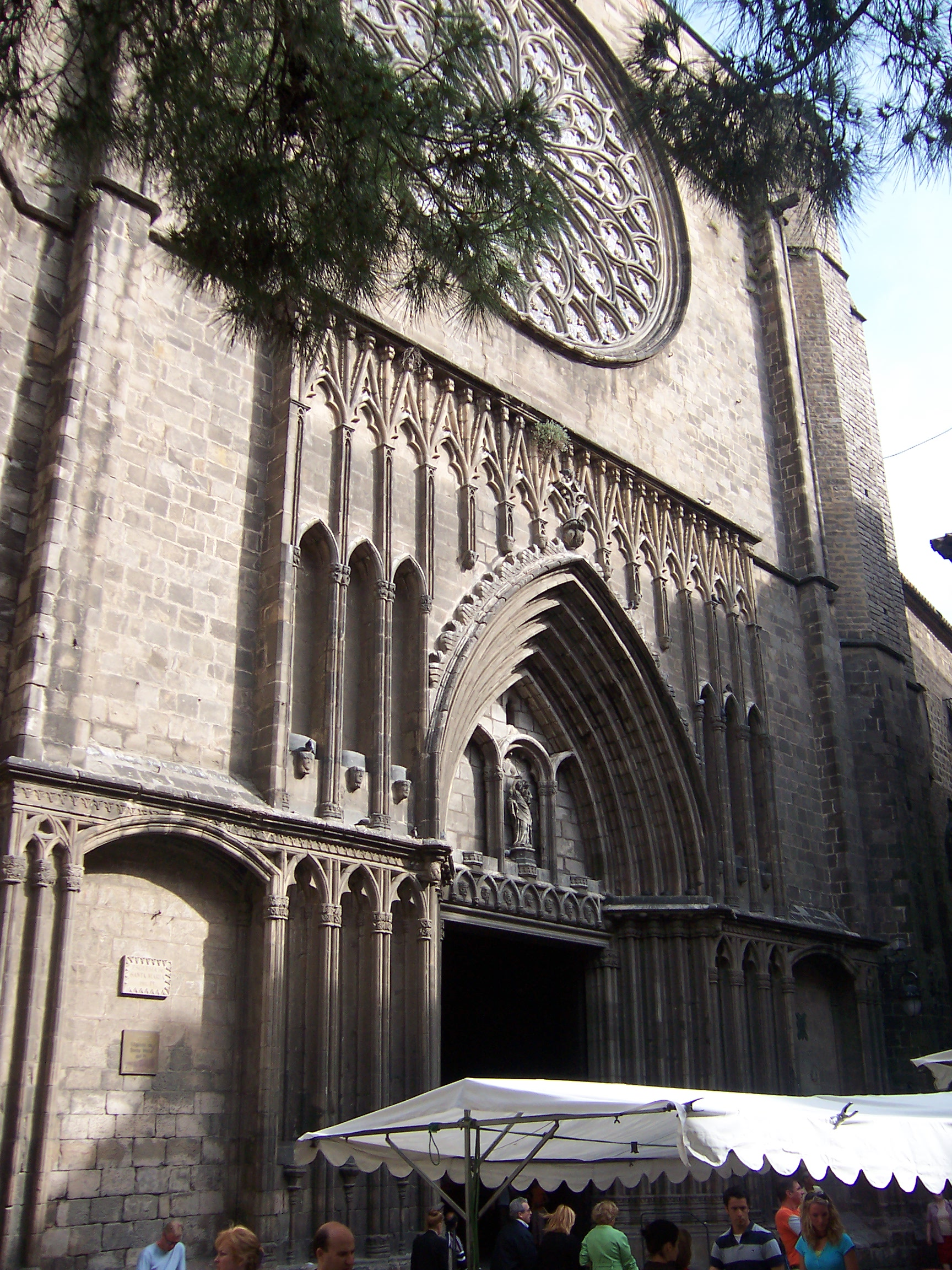
Santa María del Pino

Desarrollado entre los siglos XIII y XVI, es una época de desarrollo económico, de expansión geográfica –conquista de Valencia y las Islas Baleares, expansión hacia el Mediterráneo– y de consolidación de la Corona de Aragón. Es una época de gran esplendor para el arte catalán. De nuevo se reciben influencias foráneas, sobre todo de Francia e Italia, así como del arte mudéjar, pero aquí son transformadas y adaptadas a un estilo propio. En un mundo más internacional, son frecuentes los intercambios estilísticos, los artistas viajan de un país a otro, incorporando técnicas y estilos que se propagan por doquier.
La arquitectura sufre una profunda transformación, con formas más ligeras, más dinámicas, con un mejor análisis estructural que permite hacer edificios más estilizados, con más aberturas y, por tanto, mejor iluminación. Aparecen nuevas tipologías como el arco apuntado y la bóveda de crucería, y la utilización de contrafuertes y arbotantes para sostener la estructura del edificio, permitiendo interiores más amplios y decorados con vitrales y rosetones. La pintura deja de ser mural para pasar a retablos situados en los altares de las iglesias.
Se construyen grandes catedrales como las de Barcelona, Tarragona, Gerona, Manresa, Solsona, Tortosa, etc.; grandes iglesias como Santa María del Mar y Santa María del Pino en Barcelona, Santa María de Vilafranca del Panadés, la del monasterio de Santa Maria de Pedralbes, etc. También se desarrolla notablemente la arquitectura civil, sobre todo en palacios y edificios públicos, como el Palacio Real Mayor, el Palacio de la Generalidad, el Hospital de la Santa Cruz, las Atarazanas Reales, la Lonja y la Casa de la Ciudad en Barcelona.

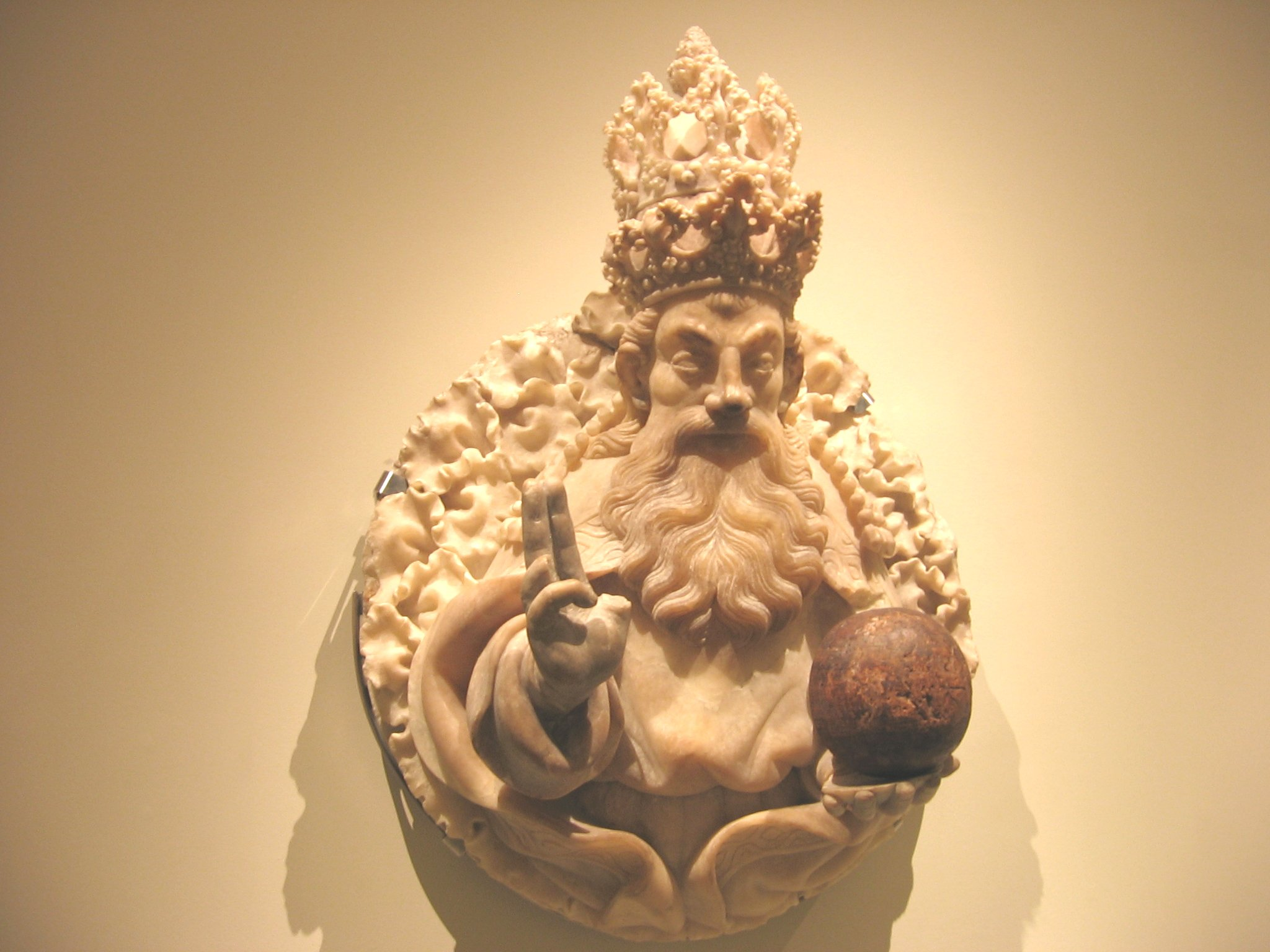
Salvador (1435-1445), de Pere Johan, MNAC

La escultura continúa enmarcada en el seno de las obras arquitectónicas, y conjuntamente con las formas góticas se consigue un estilo más realista y detallado que en la escultura románica; además de los portales, la escultura se desarrolla en sepulcros, retablos, coros y altares. Es evidente la influencia francesa, sobre todo en los primeros años del gótico, así como la italiana y flamenca, aunque se desarrollan una serie de escuelas autóctonas que irán alcanzando un estilo propio.
Los primeros ejemplos destacados los tenemos en los retablos de Anglesola y San Juan de las Abadesas, y en los sepulcros de Santa Eulalia de la catedral de Barcelona, el de Elisenda de Moncada en Pedralbes y el de Juan de Aragón en la seo de Tarragona. Los primeros nombres conocidos son los del artista normando Aloi de Montbrai, autor de los sepulcros de Pedro el Ceremonioso y Teresa de Entenza en Poblet; Jaume Cascalls, que también trabajó en el Panteón Real de Poblet, así como en la catedral de Gerona (San Carlomagno) y en el retablo de Cornellà de Conflent; y Jordi de Déu, también presente en Poblet, autor de los retablos de Vallfogona de Riucorb y Santa Coloma de Queralt, y trabajos en la catedral y la Casa de la Ciudad de Barcelona.
En el gótico internacional destacan Pere Ça Anglada, autor del coro de la catedral de Barcelona; Pere Oller, autor del sepulcro de Fernando I en Poblet y del retablo mayor de la catedral de Vich; Pere Johan, figura destacada, autor de la fachada de Sant Jordi del Palacio de la Generalidad y el retablo mayor de la catedral de Tarragona; y Guillem Sagrera, que trabajó en Mallorca, Gerona, Seo de Urgel, Perpiñán y Nápoles.

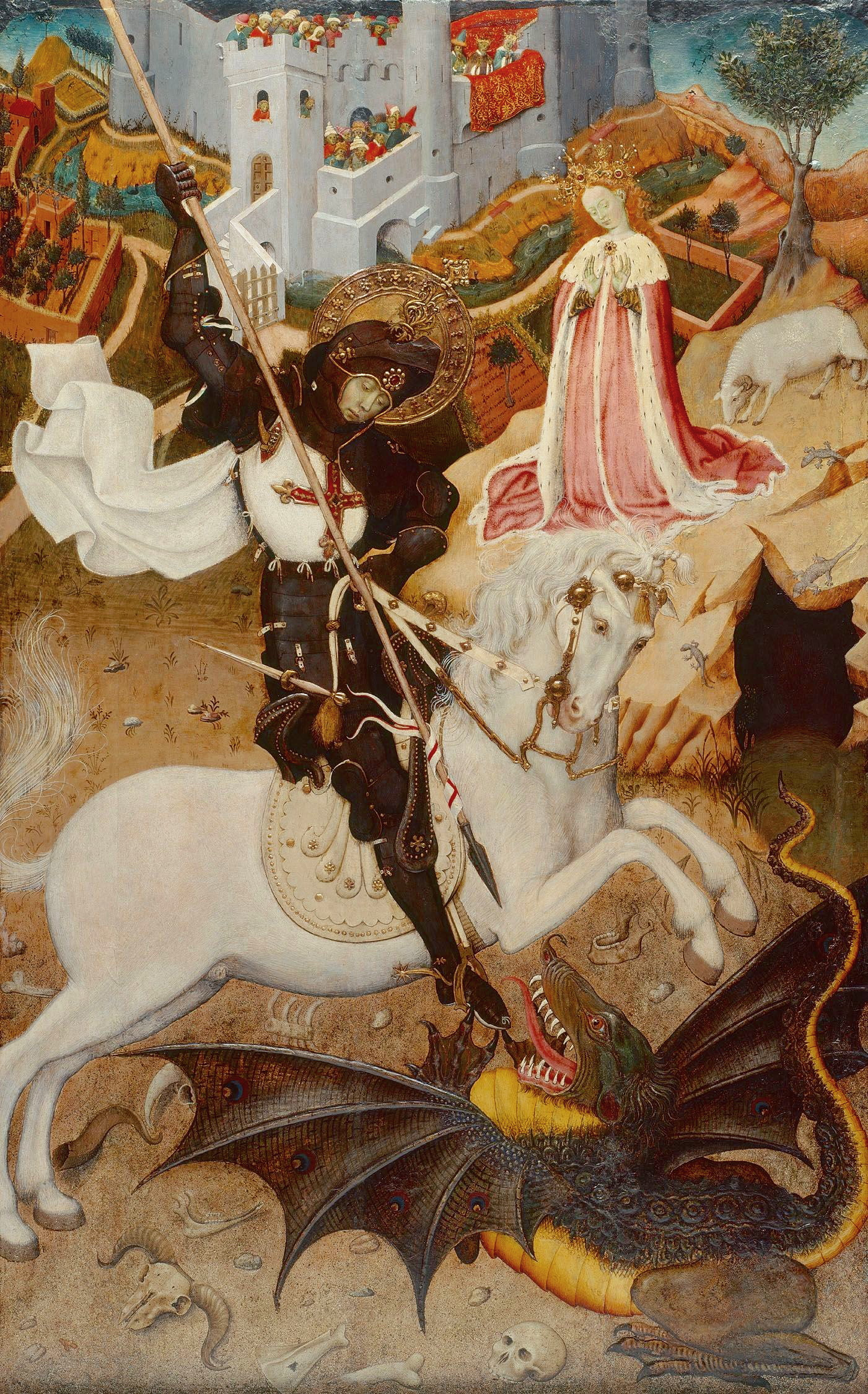
Sant Jordi, de Bernat Martorell

La pintura gótica también gana en expresión y realismo, y adquiere por primera vez cotas de verdadera importancia. Se pueden percibir diversos períodos:
- Gótico lineal: también llamado francogótico, es un momento de transición entre el románico y el gótico, con influencia francesa. Las obras más importantes son las pinturas murales del Salón del Tinell y del Palacio Aguilar de Barcelona, con una temática centrada en la conquista de Mallorca, de carácter épico. Continúa la pintura mural de herencia románica, y comienza la producción de retablos, debido al constante aumento del culto a los santos (San Jaime Frontañán, Santa Perpetua de Moguda).[53]

- Gótico italianizante: estilo plenamente gótico, se acusa la influencia italiana. Su principal representante es Ferrer Bassa, autor de las pinturas murales de la capilla de Sant Miquel en el claustro del monasterio de Pedralbes, así como Ramón Destorrents (retablo de la Almudaina, Palma de Mallorca) y los hermanos Serra (Pere y Jaume), que hacen figuras pequeñas, estilizadas, de ojos rasgados, con cierta influencia oriental.[54]

- Gótico internacional: se pueden percibir unas fórmulas comunes a toda Europa, evolucionando desde un estilo expresionista y dinámico hacia unas formas más estilizadas y elegantes. Destacan: Lluís Borrassà, autor de los retablos de Santa Clara de Vich y Sant Pere de Tarrasa; Joan Mates, autor de los retablos de San Sebastián de la Pia Almoina y de San Ambrosio y San Martín de la catedral de Barcelona; Ramon de Mur, autor del retablo de Guimerá; y Bernat Martorell, autor de los retablos del Salvador de la catedral de Barcelona y Sant Pere de Púbol, así como su famoso Sant Jordi (1430-1435).[55]

- Gótico flamenquizante: es evidente la influencia flamenca, con un estilo más naturalista, destacando Lluís Dalmau (Virgen dels Consellers, 1443, MNAC), Pedro García de Benavarre (retablo de San Juan del Mercado de Lérida, 1470) y Jaume Huguet (retablo de los santos Abdón y Senén de Santa Maria de Tarrasa, 1460), así como el artista cordobés Bartolomé Bermejo (Piedad del canónigo Desplà, 1490, catedral de Barcelona).[56]

## Edad Moderna

### Renacimiento

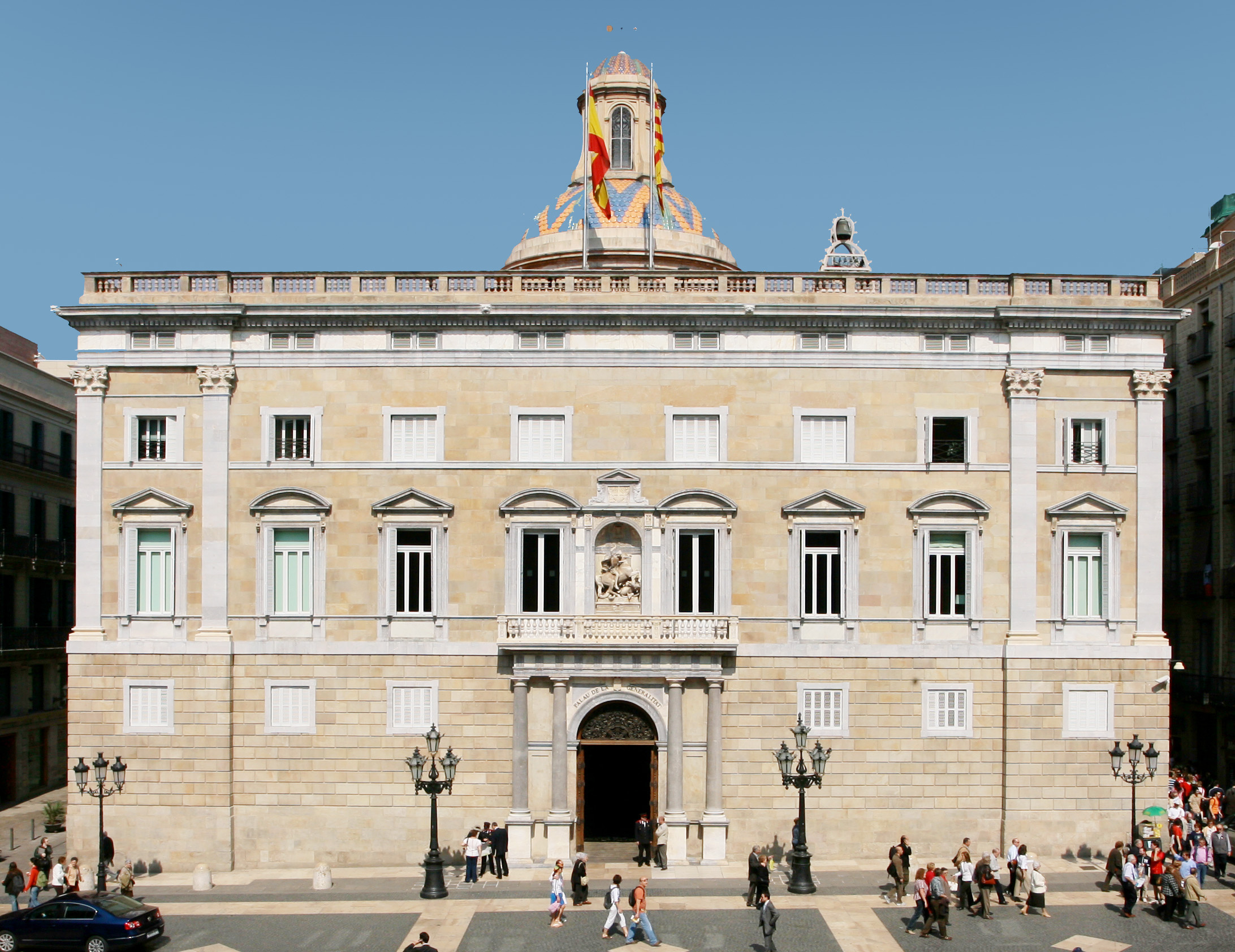
Fachada del Palacio de la Generalidad, de Pere Blai

Cataluña sufre profundas transformaciones, comenzando por su vinculación a España con la unión de Castilla y Aragón hecha por los Reyes Católicos. Artísticamente, aunque se suele hablar de decadencia, es una época bastante productiva, si bien no hay una creación verdaderamente autóctona, ya que tanto las formas como los estilos artísticos, y a menudo los propios artistas, vienen de fuera. De todas formas, las innovaciones del Renacimiento italiano llegan tarde, hacia finales del siglo XVI, perviviendo mientras tanto las formas góticas.
La arquitectura del siglo XVI es todavía plenamente gótica, como podemos percibir en la iglesia prioral de Sant Pere de Reus (1512-1569), las de Sant Agustí Vell y Sants Just i Pastor en Barcelona, la de Sant Genís de Vilasar de Dalt (1512-1518), Sant Julià de Argentona (1514-1521) y Sant Martí de Arenys de Munt (1531-1540).

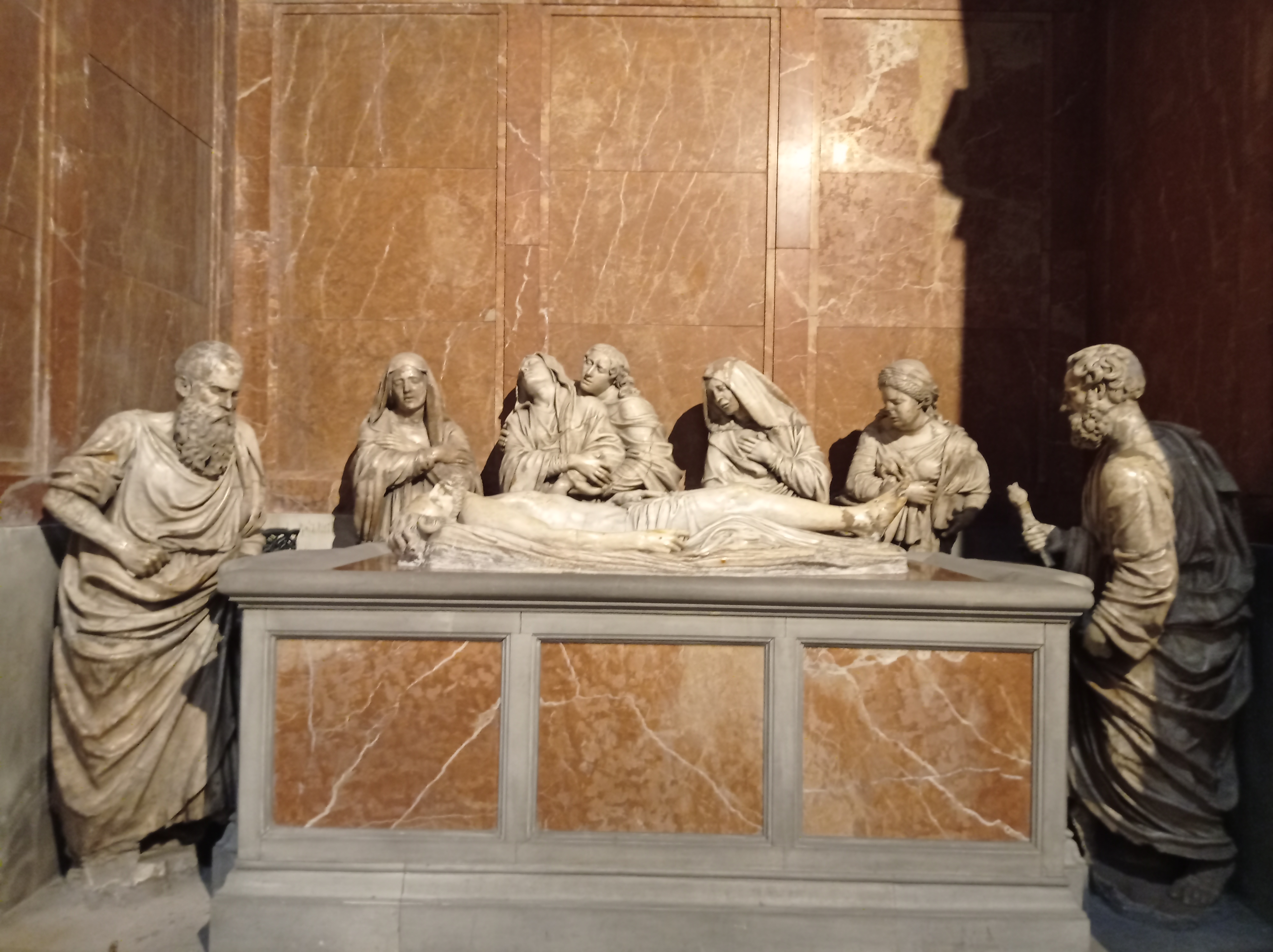
Santo Entierro, de Martín Díez de Liatzasolo, catedral del Espíritu Santo de Tarrasa

Las innovaciones renacentistas van penetrando lentamente, dando como resultado edificios híbridos entre el gótico y el Renacimiento como el Convento de los Ángeles y del Pie de la Cruz, la Casa de l'Ardiaca y la Casa Gralla, en Barcelona, o las iglesias de Santa Eulàlia de Esparraguera y Sant Martí de Teyá. Pese a estas soluciones eclécticas, las innovaciones renacentistas van cobrando importancia, como se puede ver en la nueva fachada del Palacio de la Generalidad (1596-1619), de Pere Blai, o la Capilla del Santísimo de la Catedral de Tarragona (1582-1590), de Jaume Amigó. Blai y Amigó, ambos tarraconenses, forman la denominada “Escuela del Camp”, que supuso un importante esfuerzo de renovación de la arquitectura catalana inspirado en el clasicismo proveniente de Italia; obra conjunta suya fue la iglesia de Sant Andreu de La Selva del Campo (1582-1640).
La escultura y la pintura también muestran esta mezcla tipológica en las obras realizadas en este período, haciendo una síntesis del estilo gótico con las nuevas influencias italiana, flamenca y francesa. La mayoría de artistas que trabajan en Cataluña son extranjeros, como el brabantino Aine Bru, autor del retablo de Sant Cugat del Vallès (1504-1507); el portugués Pere Nunyes (retablo de San Eloy de los Argenteros de la Basílica de la Merced de Barcelona, 1526-1529); o Joan de Burgunya, de Estrasburgo, que hizo las pinturas del retablo de la antigua colegiata de Sant Feliu de Gerona (1518). Como nombre autóctono en pintura destaca Pere Mates, autor del retablo de Santa Magdalena de la catedral de Gerona (1526).
En escultura también se encuentran maestros foráneos, como el burgalés Bartolomé Ordóñez, que trabajó en el coro de la catedral de Barcelona (1515-1520); Martín Díez de Liatzasolo, autor del Santo Entierro de la iglesia del Espíritu Santo de Tarrasa (1539-1544); el valenciano Damián Forment hizo el retablo en alabastro del monasterio de Poblet (1527-1529). Como nombre catalán destaca Agustí Pujol, autor del retablo del Rosario de la catedral de Barcelona, el retablo de San Vicente de Sarrià y el retablo de la Inmaculada en Verdú.

### Barroco

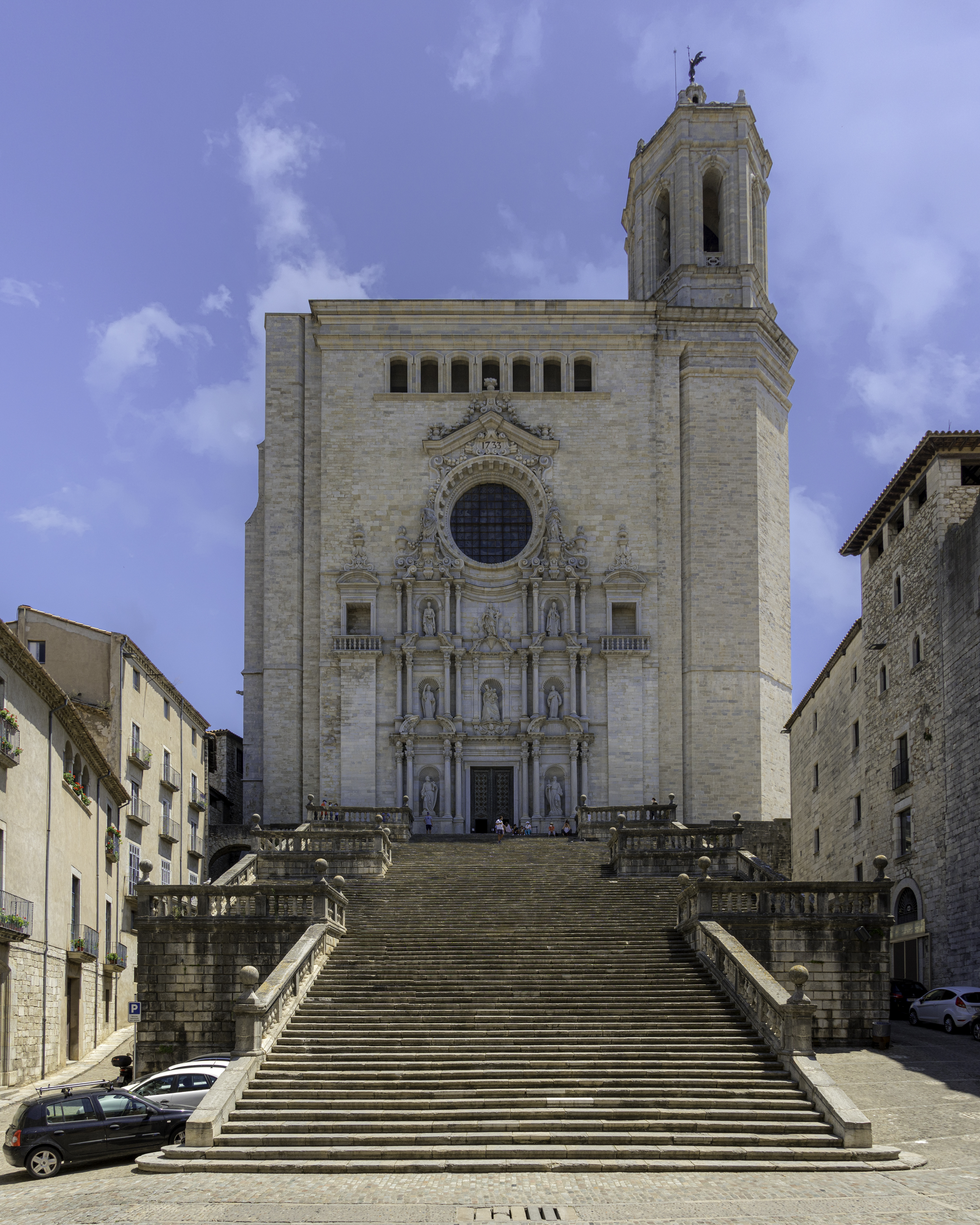
Fachada de la catedral de Gerona

Como en el Renacimiento, el arte catalán de los siglos XVII y XVIII no cobra especial relevancia, siguiendo las innovaciones llegadas desde fuera. Después de hechos como la sublevación de Cataluña (1640) y la consiguiente crisis económica y social, la llegada de los Borbones supone la pérdida de los fueros catalanes, comenzando una etapa de crisis cultural que se plasmará en una bajada de los encargos artísticos. Como pasó con las innovaciones renacentistas, el Barroco en Cataluña va penetrando paulatinamente, con pervivencia de las tipologías anteriores y una nueva mezcla estilística en la ejecución de las obras.
La incorporación de las formas barrocas en arquitectura tiene más éxito en la ornamentación que no en el lenguaje arquitectónico propiamente dicho, como se puede percibir en la generalización del uso de columnas salomónicas. Buenos ejemplos son la fachada de la catedral de Gerona (1680-1740), la Casa de Convalecencia del Hospital de la Santa Cruz (1629-1680), la Capilla de la Concepción de la Catedral de Tarragona (1673), la iglesia de Belén en Barcelona (1681-1732) y la iglesia de la Cueva de San Ignacio de Manresa (1759-1763).
La llegada de los Borbones genera en arquitectura una serie de obras de ingeniería militar, como los castillos de Montjuic y San Fernando de Figueras, la Ciudadela de Barcelona y la Universidad de Cervera, o incluso iglesias como la de Sant Miquel del Port en la Barceloneta (1753) y la Seu Nova de Lérida (1760). Un nuevo espíritu de renovación se puede ver en las iglesias de Sant Agustí Nou (1728) y San Felipe Neri (1721-1752) de Barcelona; la Basílica de la Merced (1765-1775), de Josep Mas i Dordal; y el santuario de la Virgen de la Gleba en Masies de Voltregà (1763-1767). La arquitectura civil tiene sus máximos exponentes en el Palacio de la Virreina (1772-1778) y el Palacio Moja (1774-1789), de Josep Mas i Dordal.
La escultura queda enmarcada en el trabajo gremial y dentro de escuelas o de dinastías familiares, como los Tramulles, Grau, Costa, Pujol, Rovira, Sunyer y Bonifaç. La tipología más corriente es todavía el retablo, destacando el del Rosario en Sant Pere Màrtir de Manresa (1642), de Joan Grau; el del Rosario en Sant Jaume de Perpiñán (1643), de Llàtzer Tramulles el Viejo; el de Santes Creus (1647), de Josep Tramulles; y el de Arenys de Mar (1706-1711), de Pau Costa. Otras obras importantes son el altar-baldaquino de Santa Maria del Mar (1772-1783), de Salvador Gurri; el coro de la Seu Nova de Lérida (1775-1779) y la litera de la Asunción de la catedral de Gerona (1773), de Lluís Bonifaç i Massó.
La pintura barroca tiene en el siglo XVII poca relevancia, al ser sustituida en los retablos por el relieve escultórico policromado. Cabría remarcar el trabajo del madrileño Juan Ricci en el Monasterio de Montserrat (1627-1640), el nombre de Pere Cuquet (retablo de San Feliu de Codinas, 1636) y el trabajo del rosellonés Hyacinthe Rigaud en la corte de Luis XIV. En el siglo XVIII, en cambio, cobra más importancia, sobre todo en el ámbito civil y del encargo privado. La figura capital de la primera mitad de siglo fue Antonio Viladomat, autor del conjunto pictórico de la Capilla de los Dolores de Santa Maria de Mataró (1722). Después destacan nombres como Francesc Tramulles (San Marcos escribiendo los Evangelios, 1763), Pere Pau Muntanya (Alegoría de Carlos III) y Francesc Pla “el Vigatà” (Sala del Trono del Palacio Episcopal de Barcelona, 1784).

## SigloXIX
El siglo XIX fue una época de prosperidad económica, gracias a la Revolución industrial, que en Cataluña tuvo rápida implantación, siendo pionera en el estado español de la industrialización de la economía. El progreso económico y social supuso una revitalización cultural que culminó en el movimiento de la Renaixença, que comportó una nueva reivindicación de la cultura catalana a nivel literario, artístico, filológico –reforma del catalán de Pompeu Fabra–, etc.
La colección que se conserva en la Real Academia Catalana de Bellas Artes de San Jorge de Barcelona es el fondo artístico de referencia en cuanto a la producción pictórica y escultórica del neoclasicismo, del romanticismo y del realismo catalanes.

### Neoclasicismo

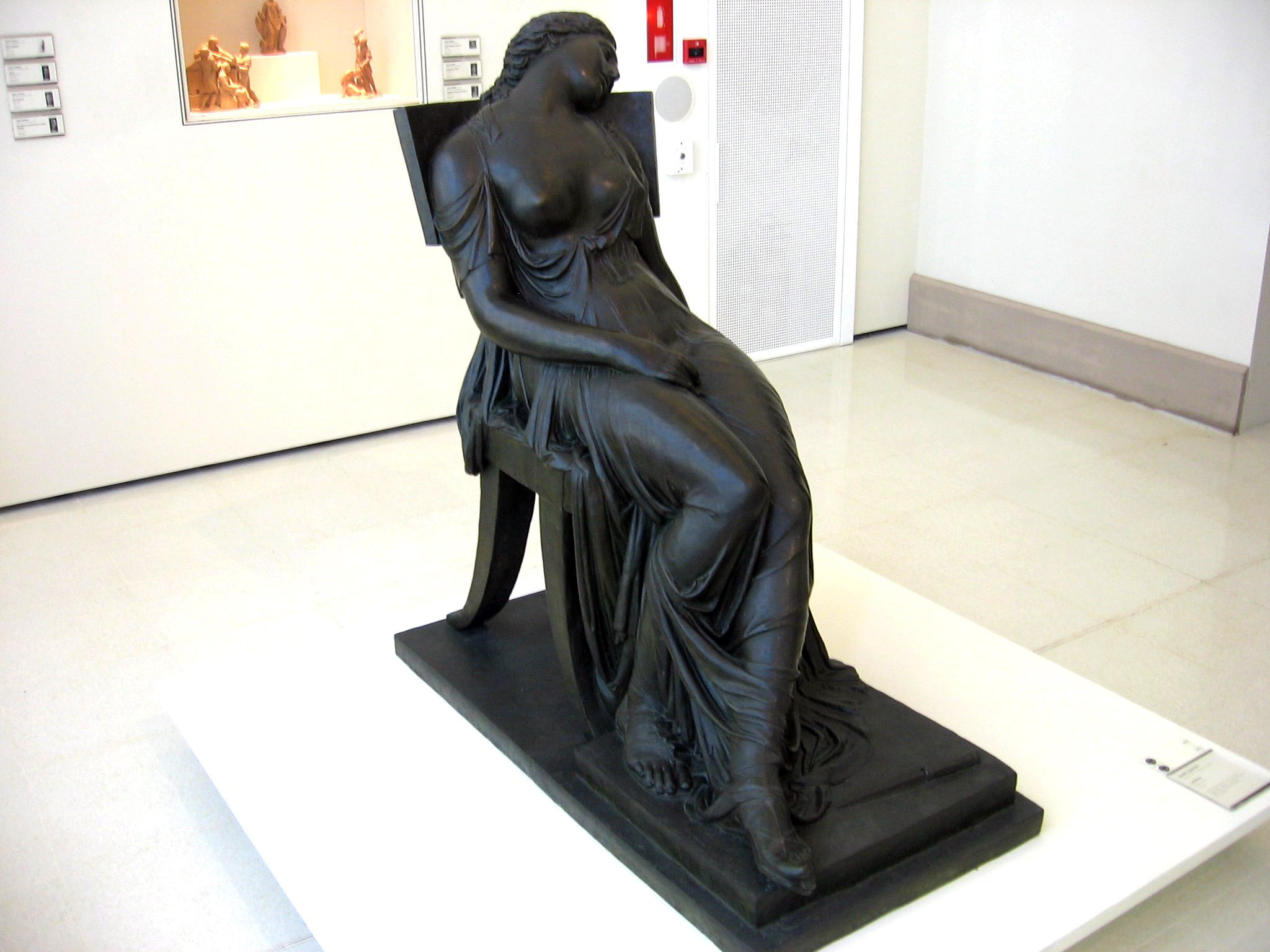
Lucrecia moribunda (1804), de Damià Campeny, MNAC, Barcelona

El Neoclasicismo supuso un retorno al arte clásico grecorromano, impulsado por el hallazgo de los restos de Pompeya y Herculano y la obra teórica del historiador del arte Johann Joachim Winckelmann. En Cataluña, el impulso de la Escuela de Bellas Artes de Barcelona (la Llotja) fue decisivo para la consolidación del arte catalán, así como su alejamiento de su aspecto gremial y artesano.
La arquitectura neoclásica no fue muy productiva, destacando el nombre de Antoni Cellers, arquitecto académico y gran teórico del clasicismo; fue autor de la iglesia de los Escolapios de Sabadell (1831-1832), así como la actualmente desaparecida de los Carmelitas Calzados de Barcelona (1832). También destacó la obra de Josep Mas i Vila, autor de la nueva fachada del Ayuntamiento de Barcelona (1830). Cabe mencionar asimismo la presencia del arquitecto italiano Antonio Ginesi, autor del Cementerio Viejo de Barcelona (1818), de un estilo un tanto ecléctico, mezclando el nuevo lenguaje clásico con elementos que perduran del Barroco.
La pintura tiene un primer momento de influencia francesa debido a la presencia del artista provenzal Joseph Flaugier, que fue director de la Llotja entre 1809-1813; Flaugier fue autor de un retrato de José I Bonaparte, entre otras obras. Después se encuentran nombres como Vicenç Rodés, retratista de gran calidad técnica, también director de la Llotja entre 1840-1858; y Salvador Mayol, autor de temas populares de aire goyesco, alejado de un neoclasicismo riguroso.
En escultura destaca el nombre de Damià Campeny, que vivió en Roma entre 1796-1815, autor de obras de renombre internacional como Lucrecia moribunda (1804), influenciada en la obra de Antonio Canova, con un gran detallismo en la anatomía de la figura y los pliegues del vestido. Antonio Solá, como Campeny ligado a la Llotja y también residente en Roma hasta su muerte (1803-1861), hizo obras basadas en la mitología clásica, como Telémaco (1806), Meleagro (1818) y Venus y Cupido (1820). Ramón Amadeu se dedicó a la imaginería religiosa y la pesebrística.

### Romanticismo

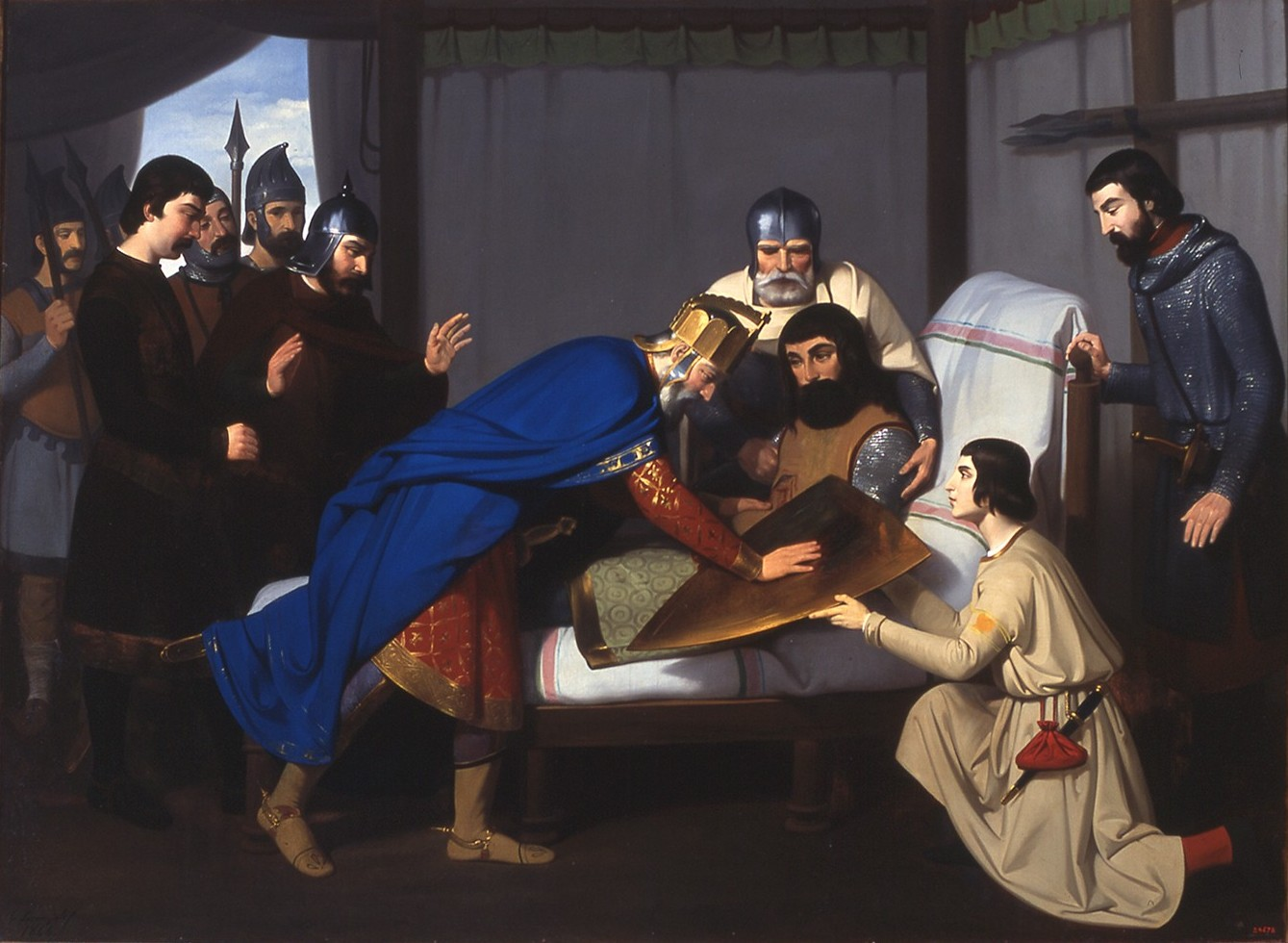
Claudio Lorenzale, Origen del escudo del condado de Barcelona (1843-1844), Real Academia Catalana de Bellas Artes de San Jorge.

Movimiento de gran libertad creativa, el arte se abre al mundo de la fantasía y la imaginación, a la interpretación subjetiva que el artista hace de la realidad que lo envuelve. Los románticos se enfrentan a los conceptos académicos del arte, reivindicando la figura del artista como genio creador. Se reivindica el arte medieval, del que los románticos serán grandes admiradores y que se convertirá en una de sus fuentes de inspiración.
La arquitectura está impregnada de este nuevo espíritu romántico y, siguiendo las directrices de teóricos como John Ruskin y Viollet-le-Duc, se enmarca dentro del llamado historicismo, corriente que propugna la revitalización de estilos arquitectónicos anteriores, sobre todo medievales, creando corrientes denominadas con el prefijo “neo”: neogótico, neorrománico, neomudéjar, neobarroco, etc. Una de sus primeras figuras destacadas fue Elías Rogent, autor de la Universidad de Barcelona (1863-1868), que se convirtió en el primer director de la recién creada Escuela Técnica Superior de Arquitectura de Barcelona. Josep Oriol Mestres fue autor del Gran Teatro del Liceo (1848, con Miquel Garriga i Roca) y de la nueva fachada de la Catedral de Barcelona (1882-1888). Joan Martorell fue autor de diversas iglesias inspiradas en el gótico, como las de los Jesuitas (1883-1889) y de las Salesas (1882-1885), en Barcelona, y del Seminario Pontificio de Comillas (1883-1889). En urbanismo, destacó la creación de la Plaza Real (1848-1860), de Francesc Daniel Molina.
La pintura romántica tiene su primera figura capital en Luis Rigalt, hijo de un paisajista neoclásico, autor tanto de pinturas como grabados, litografías, etc; destaca su obra Montaña de Montserrat. Tuvo mucha influencia en Cataluña el movimiento alemán de los Nazarenos, que defendían e imitaban la obra artística anterior a Rafael, que para ellos era el ideal del purismo artístico. El teórico del movimiento fue Pau Milà i Fontanals, y como artistas destacaron Claudio Lorenzale (Origen del escudo del condado de Barcelona, 1843) y Pelegrín Clavé (El buen samaritano, 1839).
En escultura, continúan las formas neoclásicas vinculadas al academicismo, pero con una renovación temática y mayor énfasis en la expresividad. Destaca la obra de Josep Bover, autor de las estatuas de Joan Fiveller y Jaime I de la fachada de la casa de la Ciudad de Barcelona, así como el Monumento a Jaume Balmes de la Catedral de Vich (1848); y el nazareno Manuel Vilar, establecido en México, autor de Jasón (1836) y Tlahuicole (1851), una especie de Hércules mexicano.

### Realismo

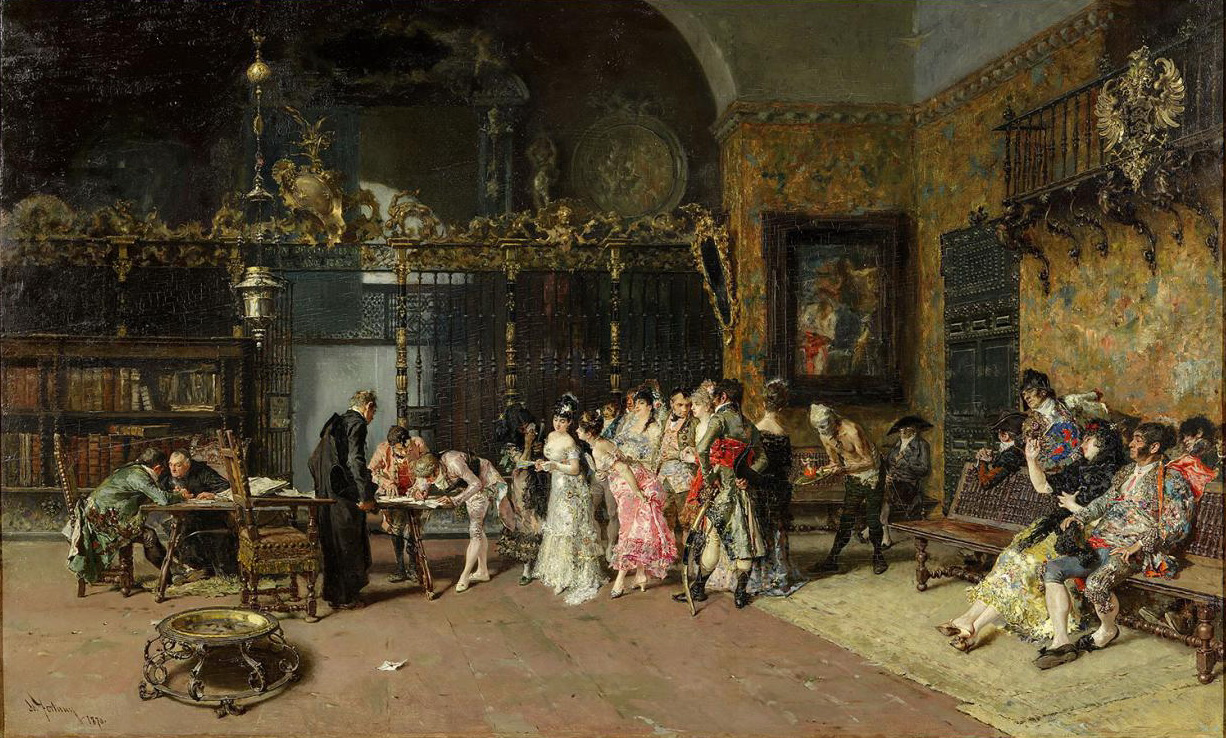
La Vicaría, de Mariano Fortuny

Hacia mediados de siglo, y por influencia francesa, se impone el realismo, movimiento que vuelve a la estricta observación de la realidad y a la expresión naturalista del mundo circundante. El artista pionero en este movimiento es Ramón Martí Alsina, autor de retratos, paisajes y cuadros históricos de grandes dimensiones (El gran día de Gerona). Joaquín Vayreda destacó como paisajista, fundando la llamada Escuela de Olot (Rebaño en el prado, 1881). Benet Mercadé fue retratista y autor de temas histórico-religiosos (La iglesia de Cervara, 1864). Francisco Sans Cabot cultivó la pintura histórica (El general Prim en la guerra de África, 1865) y fue director del Museo del Prado. Modest Urgell es autor de paisajes de ambiente melancólico, sobre todo de playas y cementerios solitarios. Por último, un gran nombre es el de Mariano Fortuny, formado en el nazarenismo, autor de cuadros históricos (La batalla de Tetuán, 1863) y de temática oriental (La odalisca, 1861). En el mundo de la ilustración destaca Apel·les Mestres, que mediante el fotograbado creó un singular mundo de hadas, flores y duendes.
En escultura destacan los hermanos Agapito y Venancio Vallmitjana, que crearon un taller de escultura monumental de gran éxito; tienen obra en el Monasterio de Montserrat y el Palacio de Justicia de Barcelona, entre otros. Andreu Aleu conjuga realismo y romanticismo, como en el San Jorge matando el dragón de la fachada del Palacio de la Generalidad (1857). Rossend Nobas, discípulo de los Vallmitjana, fue autor del famoso monumento A Rafael Casanova (1888). Joan Roig i Solé se volvió famoso por La dama del paraguas (1885), en el Zoo de Barcelona. Otros artistas remarcables fueron: Josep Reynés (Roger de Lauria, 1885), Manel Fuxà (Buenaventura Carlos Aribau, 1884) y Rafael Atché (Monumento a Colón, 1888).
La arquitectura de la segunda mitad de siglo tiene como punto de salida el proyecto urbanístico del Ensanche, de Ildefonso Cerdá, que supuso una importante ampliación de la ciudad de Barcelona según una planimetría racional, con un trazado ortogonal. Continúa el historicismo, y se pone de moda la diversificación de estilos, con influencia cada vez mayor de corrientes artísticas exóticas, evocando estilos tan diversos como el islámico, el persa, el indio o el oriental, generando una mezcolanza denominada eclecticismo. Comienza a utilizarse el hierro en la construcción de edificios sobre todo civiles, como el Mercado del Borne (1873-1876), de Josep Fontserè. 
Pero sin duda el gran proyecto de este período será la Exposición Universal de Barcelona de 1888, que supondrá una amplia transformación de una gran zona de la ciudad de Barcelona, el Parque de la Ciudadela. El proyecto general se encarga a Josep Fontserè, aunque intervienen los mejores arquitectos del momento; además de los edificios construidos para la Exposición (o readaptados de la antigua Ciudadela), destacan el Arco de Triunfo de entrada al recinto, obra de Josep Vilaseca, y el Monumento a Colón, que se convertirán en símbolos de la ciudad de Barcelona.

### Modernismo

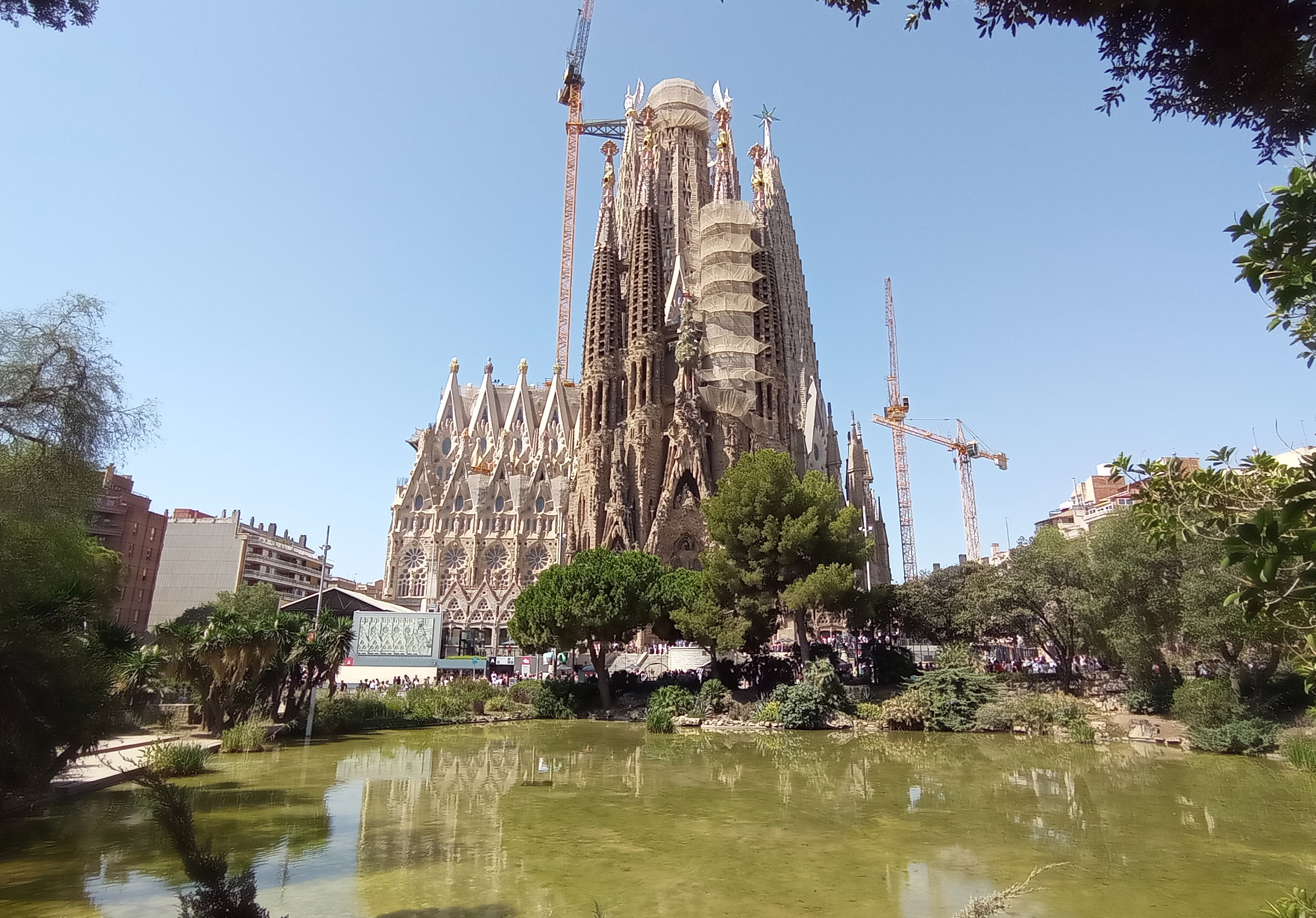
Templo Expiatorio de la Sagrada Familia, de Antoni Gaudí

El modernismo, a caballo entre el siglo XIX y el siglo XX, es un movimiento internacional que con diferentes nombres se desarrolla por todo el mundo occidental: Art Nouveau en Francia, Modern Style en el Reino Unido, Jugendstil en Alemania, Sezession en Austria, Liberty en Italia, etc. En Cataluña tuvo suficiente personalidad propia para hablar de modernismo catalán, por la gran cantidad y calidad de obras realizadas y el gran número de artistas de primer orden que cultivaron este estilo. Estilísticamente es un movimiento heterogéneo, con muchas diferencias entre artistas, cada uno con su sello personal, pero con un mismo espíritu, un afán de modernizar y europeizar Cataluña.
El modernismo destacó especialmente en arquitectura, con una serie de nombres que se han convertido en referentes de importancia mundial: Antoni Gaudí, un genial arquitecto de fuerte inspiración personal que creó un estilo individualizado inspirado en la naturaleza, orgánico y naturalista, con nuevas soluciones tipológicas como el uso de estructuras hiperboloides y paraboloides, así como arcos catenáricos basados en funículos; entre sus obras destacan la Casa Vicens (1883-1888), El Capricho de Comillas (1883), el Palacio Güell (1885-1889), la Torre de Bellesguard (1900-1909), la Casa Calvet (1900), el Parque Güell (1900-1910), la Casa Batlló (1905-1907), la Casa Milà (1906-1910), la cripta de la Colonia Güell de Santa Coloma de Cervelló (1908-1914) y el Templo Expiatorio de la Sagrada Familia (1883-1926).
Lluís Domènech i Montaner hace una mezcla de racionalismo constructivo y decoración fabulosa con influencia de la arquitectura hispano-islámica: Editorial Montaner i Simón (actual Fundación Antoni Tàpies, 1881-1886), restaurante de la Exposición Universal de 1888, conocido como Castillo de los Tres Dragones (actual Museo de Zoología), Hospital de la Santa Cruz y San Pablo (1902-1913), Casa Lleó Morera (1905), Palacio de la Música Catalana (1905-1908), Casa Fuster (1908-1910).
Josep Puig i Cadafalch adaptó el modernismo a ciertas influencias del gótico nórdico y flamenco, así como elementos de la arquitectura catalana rural tradicional, con fuerte presencia de artes aplicadas y estucos. Es autor, entre otras, de la Casa Amatller (1890-1900), la Casa Macaya (1901) y la Casa Terrades o de ”les Punxes” (1903-1905).
Enric Sagnier i Villavecchia sigue un estilo personal de línea clasicista con mucho éxito entre la clase burguesa catalana: Palacio de Justicia de Barcelona (1887-1908), Aduana de Barcelona (1896-1902), Templo Expiatorio del Sagrado Corazón (1902-1961), Caixa de Pensions de Barcelona (1914-1917), Patronato Ribas (1920-1930).
Otros nombres destacables son: Josep Maria Jujol, discípulo de Gaudí, pero dotado de una fuerte personalidad y genio creativo, autor de la Torre de la Creu (1913) y la Casa Can Negre (1915), ambas en San Juan Despí, las iglesias del Sagrado Corazón de Vistabella (La Secuita, 1918-1923) y de la Virgen de Montserrat de Montferri (1926-1929), y la fuente de la Plaza de España (1929); y Lluís Muncunill, arquitecto municipal de Tarrasa, autor en esta localidad de la Masía Freixa (1907-1910) y la Fábrica Vapor Aymerich, Amat i Jover (1907-1908, actual Museo de la Ciencia y de la Técnica de Cataluña).

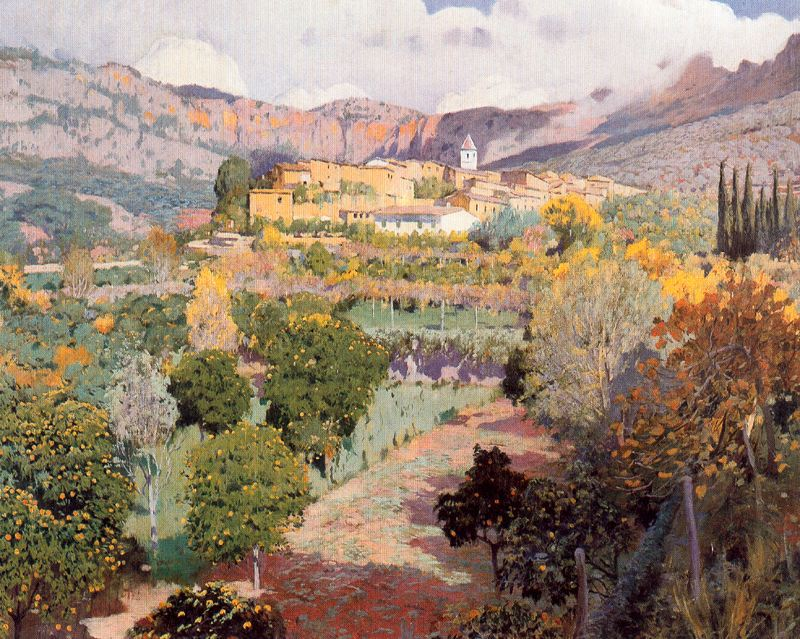
El valle de los naranjos, de Santiago Rusiñol

La pintura modernista se presentó al público en exposiciones particulares en las galerías de arte barcelonesas, sobre todo la famosa Sala Parés. Enseguida destacaron nombres como los de Ramon Casas y Santiago Rusiñol, los dos con breves estancias en París, con un estilo caracterizado por una temática naturalista de ambiente sombrío, con una cierta influencia del impresionismo francés. Más tarde se recibe la influencia del simbolismo, de moda entonces en Europa, practicado por el mismo Rusiñol y por artistas como Alexandre de Riquer, Adrià Gual y Joan Llimona, este último a caballo entre el simbolismo y el realismo. Otros nombres destacables son Dionisio Baixeras, Eliseo Meifrén y Joaquim Vancells.
En un llamado ”postmodernismo” se encuentran nombres como Joaquim Mir, Isidre Nonell, Hermenegild Anglada i Camarasa y Francesc Gimeno, así como hallamos la presencia de un joven Pablo Picasso que se adentró en el ambiente modernista alrededor del año 1900, hecho que supondrá un cambio en su trayectoria y su adscripción al arte de vanguardia, como podemos ver en su etapa fauvista (1900-1901) y en el simbolismo de la ”época azul” (1901-1904), para desembocar finalmente en el cubismo.
La escultura es heredera del monumentalismo de los Vallmitjana, si bien con posterioridad recibe la influencia del simbolismo francés, especialmente de la obra de Auguste Rodin. Destacan los nombres de Eusebi Arnau (Joan Maragall, 1913), Josep Llimona (Desconsuelo, 1903), Miguel Blay (La canción popular, Palacio de la Música Catalana, 1906-1909), Agustín Querol (Moisés y las leyes, Palacio de Justicia de Barcelona), y Enric Clarasó (Eva, 1904), así como el expresionismo atormentado de Carles Mani (Los degenerados, 1891-1907). Un interesante proyecto escultórico colectivo fue el del Rosario Monumental de Montserrat (1896-1916), que reunió los mejores escultores del momento.
El modernismo destacó especialmente en cuanto a diseño, generando un gran número de obras de gran calidad en terrenos como el cartelismo, la impresión (libros, revistas, postales), joyas, cerámica, muebles, forja, vidriería, mosaico, etc.

## SigloXX
El siglo XX será una época de profundas transformaciones sociales, políticas, económicas, tecnológicas y culturales. Cataluña vivirá los hechos dramáticos de la guerra civil española y la represión de la dictadura franquista. La transición y la reinstauración de la Generalidad y el nuevo estatuto de autonomía harán revitalizar la cultura catalana estos últimos años.

### Novecentismo

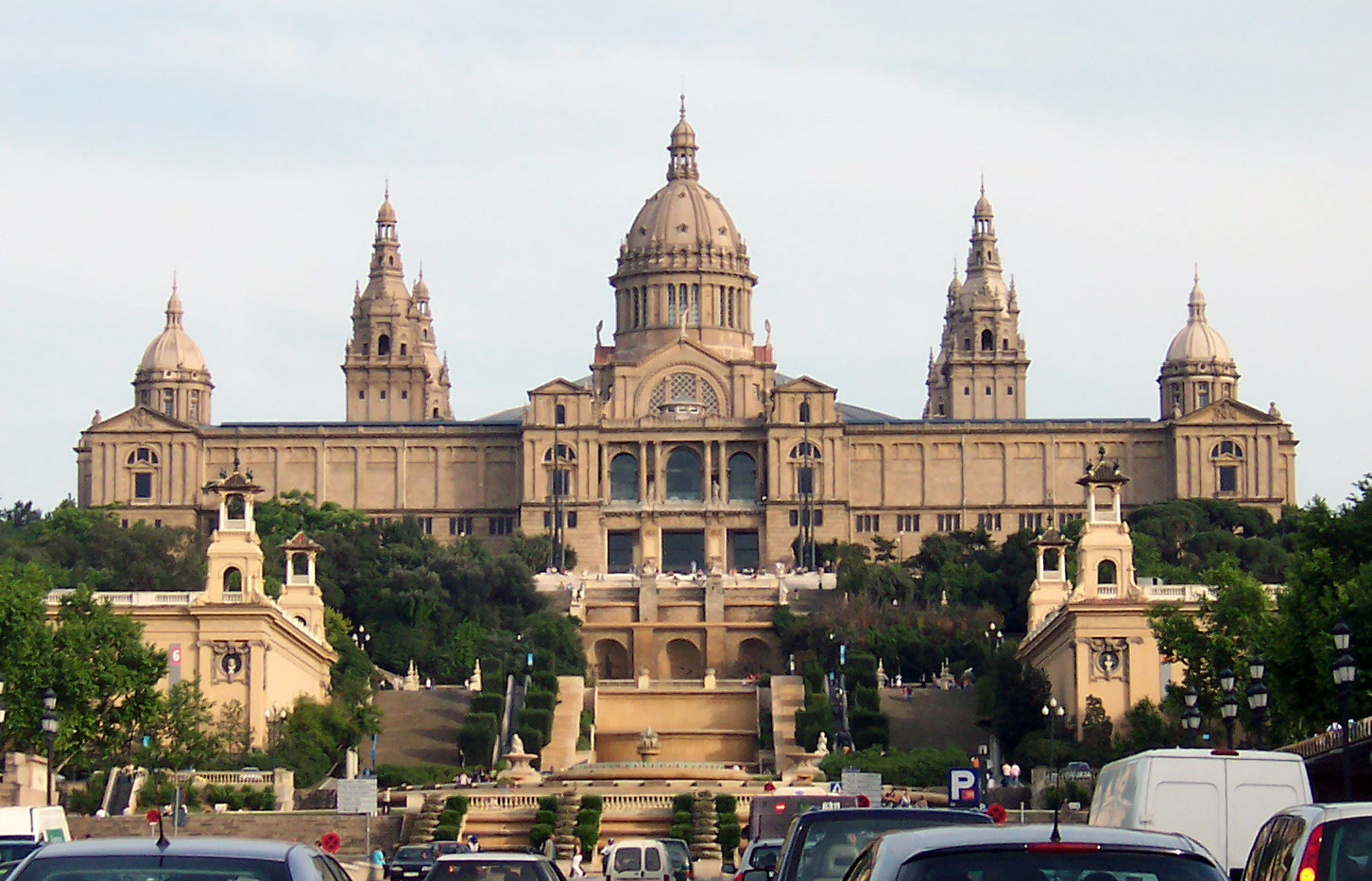
Palacio Nacional de Montjuic

El novecentismo supone un intento de renovación de la cultura catalana acercándola a las innovaciones producidas en el recién estrenado siglo XX, en paralelo a un ideario político de reivindicación del catalanismo propugnado por Enric Prat de la Riba. El principal teórico del movimiento será Eugenio d'Ors, que desde el diario La Veu de Catalunya escribirá una serie de artículos enalteciendo la labor de los jóvenes creadores catalanes de principios de siglo. Contrariamente a los valores nórdicos que defendía el modernismo, el novecentismo retorna al mundo mediterráneo, a la cultura clásica grecolatina.
La arquitectura novecentista convive a menudo y se mezcla con la modernista, y como perduran las tendencias historicistas y clasicistas es difícil vislumbrar la frontera. Destacan figuras como Josep Goday (Edificio de Correos de Barcelona, 1926-1927), Nicolás María Rubió Tudurí (jardines de Montjuic y del Palacio Real de Pedralbes, iglesia de Santa María Reina de Pedralbes), Josep Francesc Ràfols (Casa Méndiz, Villanueva y Geltrú, 1925), Francisco Folguera (Casal de Sant Jordi, Barcelona, 1928-1932), Cèsar Martinell (Bodegas de Pinell de Bray, 1917) y Rafael Masó (Casa Masó, 1911).

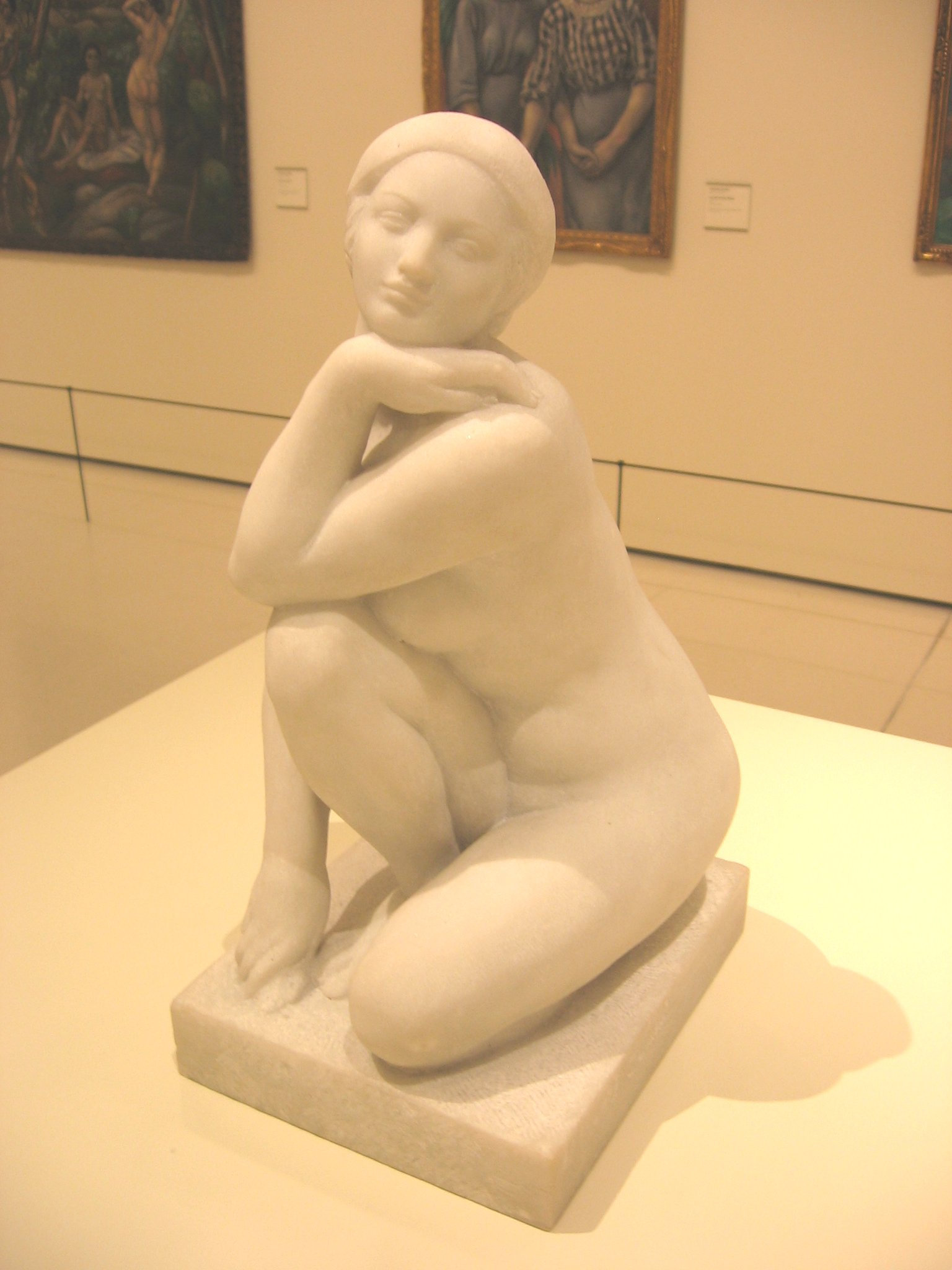
La diosa (1908-1910), de Josep Clarà, MNAC

Un hito destacable será la Exposición Internacional de Barcelona (1929), que supondrá la urbanización del entorno de la montaña de Montjuïc, con un proyecto general de Josep Puig i Cadafalch. Para la exposición se construyen edificios como el Palacio Nacional (actual sede del MNAC) y el Estadio Olímpico, así como la Fuente Mágica de Carles Buïgas, el Teatre Grec y el Pueblo Español; también destacó el Pabellón de Alemania, de Ludwig Mies van der Rohe, obra maestra del racionalismo.
La pintura tiene un primer referente en la figura del artista uruguayo Joaquín Torres García, autor de obras de un sobrio clasicismo, como los frescos del Salón de San Jorge del Palacio de la Generalidad (1913-1917). Joaquim Sunyer, influido por la pintura de Cézanne y por su sentido de la estructura, así como por el cubismo, aportó una visión de la pintura que conjugaba perfectamente tradición y modernidad. Josep Maria Sert se enmarca en un estilo personal, barroco, grandilocuente, con influencia goyesca, haciendo grandes murales que tendrán gran éxito internacional. Xavier Nogués es creador de un mundo irónico, plasmado en un muralismo idealizante reflejo del populismo catalán. Josep Aragay realiza obras de corte realista pero con un cierto gusto barroco. También se desarrolla el cartelismo, el grabado y la xilografía, con figuras como Francesc d'Assís Galí, creador de la Escuela Superior de Bellos Oficios.
La escultura tiene la figura excepcional de Josep Clarà, autor de obras figurativas, sólidas y compactas, de aire mediterráneo (La Diosa, 1908-1910; Juventud, 1928). El rosellonés Arístides Maillol hace contundentes figuras femeninas (Mediterráneo, 1902-1905). Manolo Hugué tiene un estilo mezcla de clasicismo y primitivismo (Bacante, 1934). Otros escultores destacados son: Frederic Marès (Homenaje a Barcelona , 1928), Enrique Casanovas (Monumento a Narcís Monturiol, 1918), Julio Antonio (Tarragona a los Héroes de 1811, 1910-1919) y Apel·les Fenosa (Guitarrista, 1923). Igualmente cabe remarcar el proyecto colectivo realizado en la Plaza de Cataluña para la Exposición Internacional de 1929, donde participaron los mejores escultores del momento.
También tuvo especial relevancia en esta época el diseño, generalmente ligado al estilo “art déco”, lo que se evidencia en obras producidas en ámbitos como el mobiliario, la joyería, el tapiz, la cerámica, la vidriería, etc.

### Vanguardismo

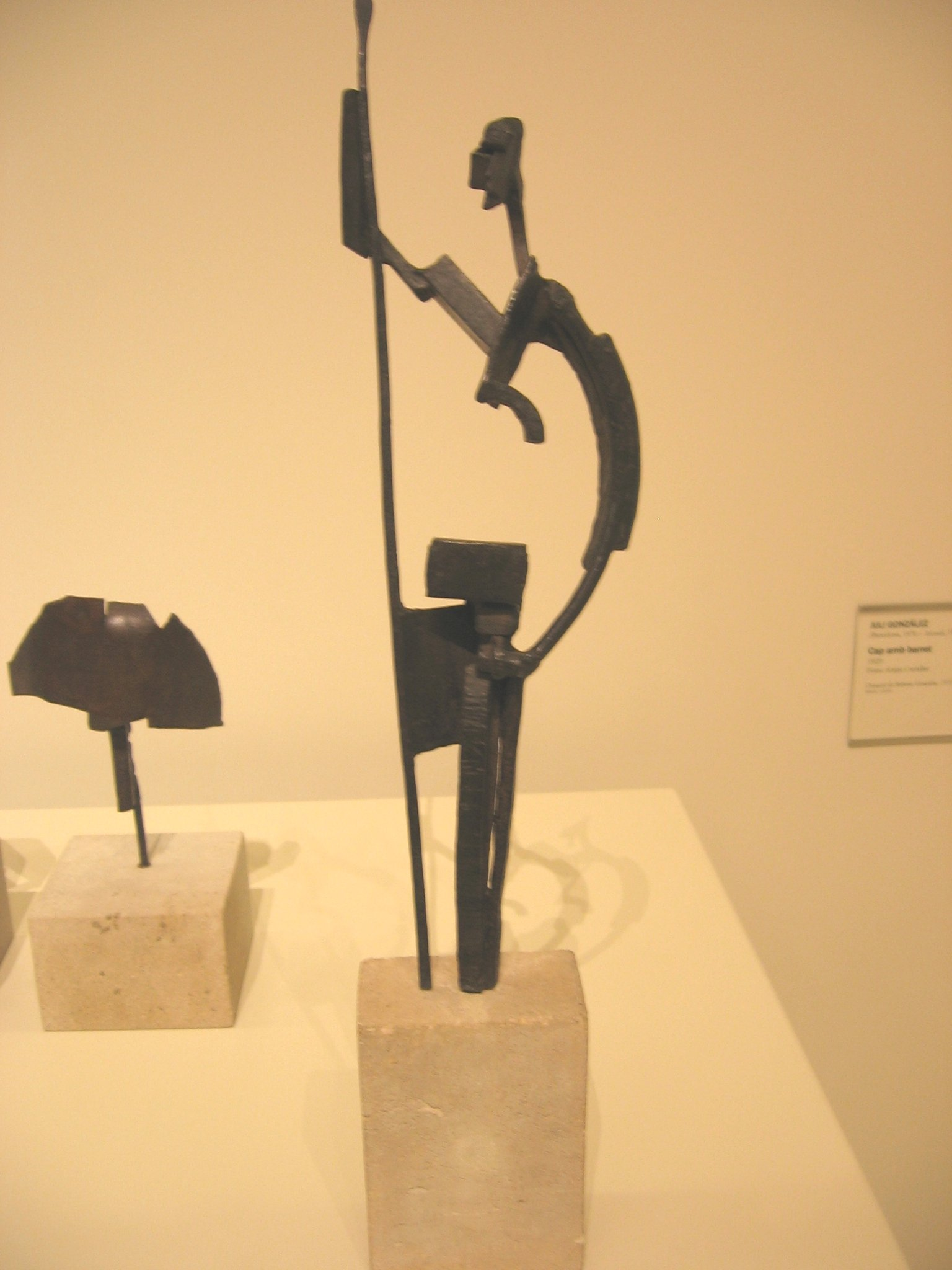
Don Quijote (1930), de Julio González, MNAC.

Después de una época de prosperidad entre la Primera Guerra Mundial y la Guerra Civil, en que Cataluña estaba al corriente de los movimientos artísticos europeos, la posguerra será una época de retroceso cultural. Pese a ello, el arte catalán conecta con los diferentes movimientos denominados de vanguardia, que suponen cambios radicales en la concepción del arte, tanto a nivel teórico como técnico o material. Los sucesivos “ismos” vanguardistas (cubismo, futurismo, dadaísmo, surrealismo, expresionismo, etc) pretenden transformar la sociedad a través del arte, planteando un proyecto comprometido con la renovación cultural de los pueblos. El arte abstracto supondrá la pérdida de la figuración, dando paso en la segunda mitad de siglo a tendencias informalistas o inmateriales.
Un primer y efímero intento de renovación del novecentismo fue la Agrupación Courbet, fundada en Barcelona en 1918 y disuelta en 1919. Reivindican como maestro el pintor realista francés Gustave Courbet, del cual pretenden alcanzar su actitud revolucionaria. Impulsada por Josep Llorens i Artigas y Josep Francesc Ràfols, figuraron nombres como Joan Miró, Josep de Togores, Josep Obiols y la georgiana Olga Sacharoff.
En arquitectura, en 1929 surge en Barcelona el grupo GATCPAC (Grupo de Arquitectos y Técnicos Catalanes para el Progreso de la Arquitectura Contemporánea), con voluntad renovadora y liberadora del clasicismo novecentista, así como la de introducir en España las nuevas corrientes internacionales derivadas del racionalismo. Lamentablemente, su labor quedó truncada con el estallido de la Guerra Civil. Destaca Josep Lluís Sert, discípulo de Le Corbusier, que inicia el racionalismo en España; fue autor del Pabellón de la República para la Exposición Internacional de París de 1937, actualmente reconstruido en Barcelona, que exhibió el Guernica de Picasso, así como el Dispensario Central Antituberculoso (1934-1938, con Josep Torres Clavé) y la Fundación Miró (1972).
La escultura entra plenamente en la vanguardia con la obra de dos artistas de renombre internacional: el aragonés Pablo Gargallo, iniciado en el novecentismo, hace esculturas metálicas, de fuerte expresionismo y un cierto aire esquemático y primitivista (Gran Bailarina, 1929, El profeta, 1933); y Julio González, que utiliza el hierro soldado, acercándose a formas casi abstractas (Mujer peinándose, 1932, El hombre cactus, 1939).

### Surrealismo

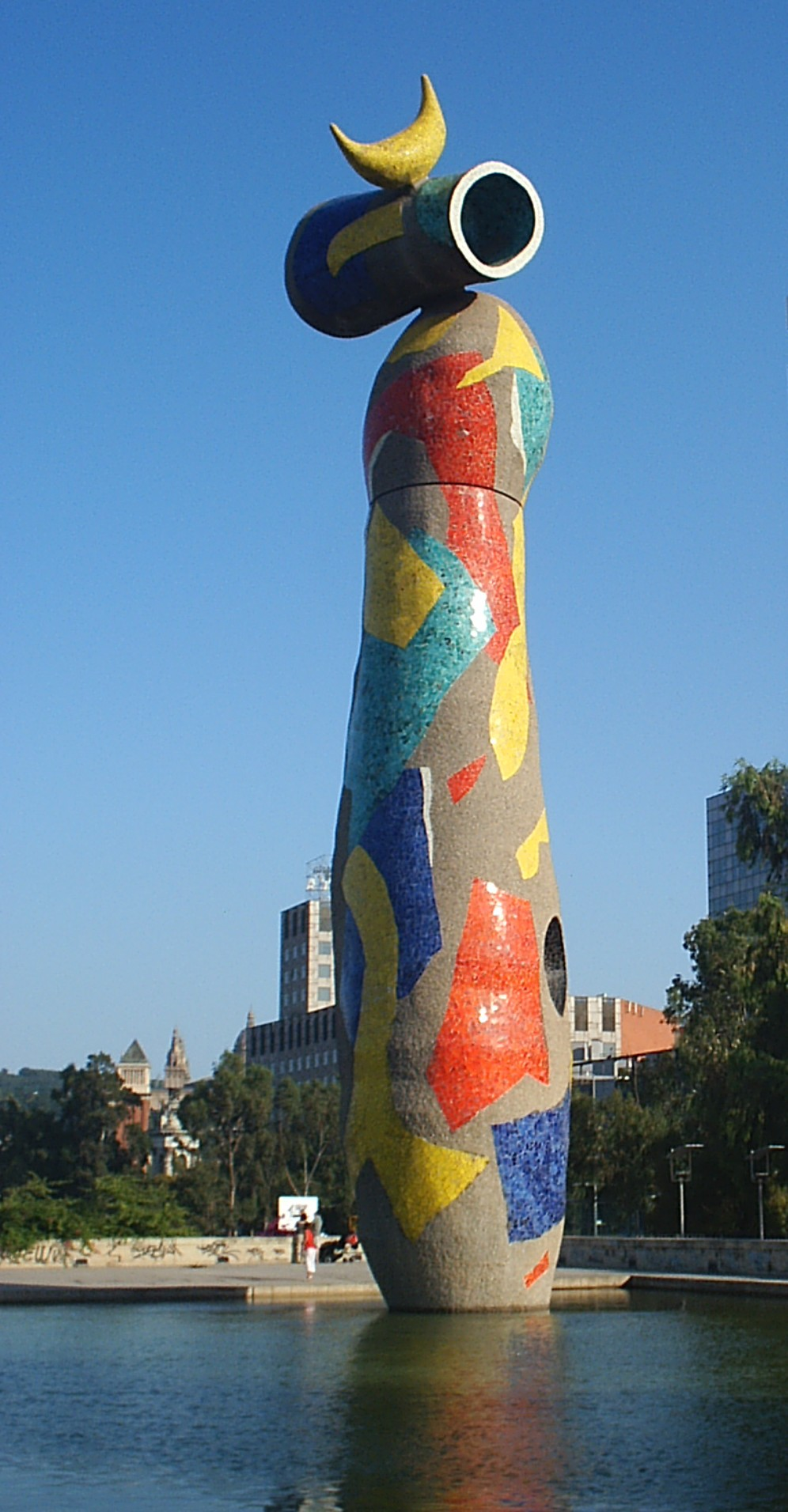
Mujer y pájaro, de Joan Miró

Surgido en Francia en los años 1920 como propuesta reivindicadora de la fantasía y el subconsciente en la creación artística, en Cataluña da dos grandes nombres: Salvador Dalí, representante del surrealismo figurativo, y Joan Miró, adscrito a un surrealismo más abstracto. Dalí combina una técnica perfecta con la recreación de un mundo personal fantástico y delirante, con fuerte introspección psicológica (La persistencia de la memoria, 1931; El Ángelus de Gala, 1935; Autorretrato blando, 1941), evolucionando después hacia un estilo más realista de influencia religiosa y cientificista (Madonna de Port-Lligat, 1948; Leda atómica, 1949). Miró crea un mundo mágico y onírico lleno de pequeñas figuras con las que busca un nuevo método para descomponer y analizar la realidad, mostrando una nueva relación entre los objetos y el espacio (Tierra labrada, 1924; Carnaval de Arlequín, 1925; Naturaleza muerta con zapato viejo, 1937).
En escultura, además de obras realizadas por los propios Dalí y Miró, destaca la actividad del grupo ADLAN (Amics de l'Art Nou, “amigos del arte nuevo”), fundado por el crítico de arte Sebastià Gasch en 1932, que pretende renovar el lenguaje escultórico partiendo de los principios dadaístas y surrealistas, con influencia del escultor estadounidense Alexander Calder. Destacaron entre sus filas Ángel Ferrant (madrileño pero afincado en Barcelona entre 1920 y 1934), Eudald Serra y Ramon Marinello.

### Dau al Set
Después de la guerra y de la consiguiente crisis cultural derivada del exilio de buena parte de los artistas y de la represión ejercida por la dictadura franquista, a finales de los años 1940 comienza a resurgir el panorama artístico catalán a través de exposiciones en galerías particulares y de movimientos culturales como el Círculo Maillol. Surge así una nueva generación de artistas jóvenes entre los que destacan el grupo que formará Dau al Set, creado el año 1948 alrededor de la revista que lleva el mismo nombre, y que perdurará hasta 1956. Está formado por Antoni Tàpies, Modest Cuixart, Joan Brossa, Joan Josep Tharrats, Joan Ponç y Arnau Puig, los cuales son los primeros que conectan con las corrientes europeas, haciendo un arte que evoluciona desde un cierto surrealismo mágico hacia el informalismo más o menos abstracto.

### Informalismo

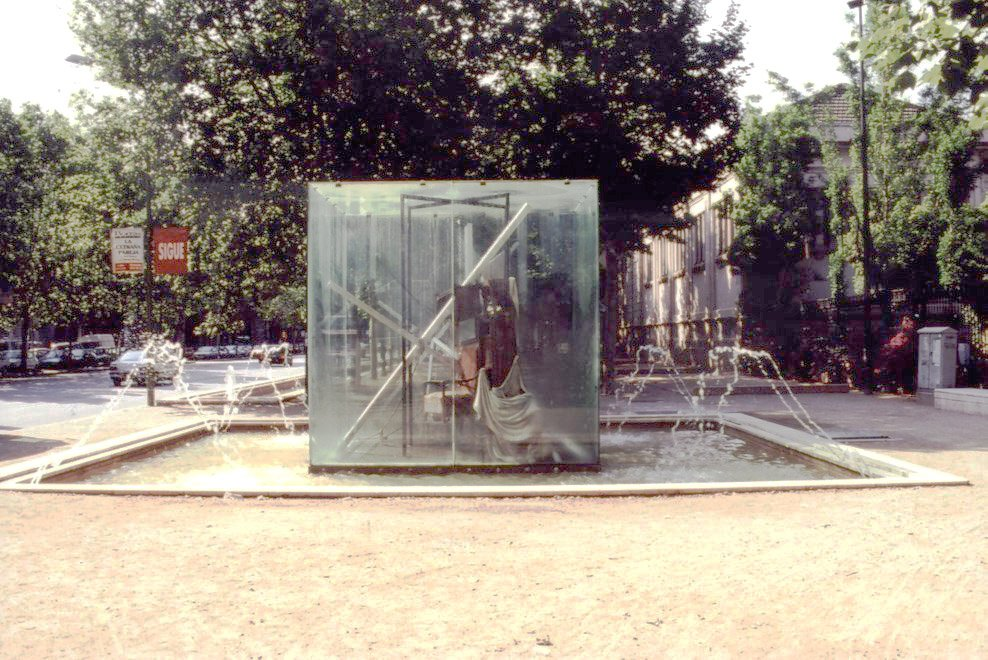
Homenaje a Picasso, de Antoni Tàpies, en el Parque de la Ciudadela de Barcelona

Movimiento de posguerra, supone el rechazo de la forma por una mejor libertad conceptual y una nueva conexión con el espectador, según el concepto de ”obra abierta” formulado por Umberto Eco. Son obras generalmente abstractas, donde destaca el color y el sustrato material de la obra. Destaca Antoni Tàpies, pintor de renombre internacional y el primer gran renovador del arte español de posguerra, principal representante de la ”pintura matérica”, autor de una obra introspectiva y con cierta espiritualidad, con pequeñas figuraciones simbólicas (Zoom, 1946; Collage de cruces, 1947; Óvalo blanco, 1957). Modest Cuixart combina la pintura matérica con la gestual, haciendo cuadros donde mezcla el óleo con limaduras metálicas para dar brillo a la obra (Omorka, 1958). Josep Guinovart hace cuadros de gran formato, con mezcla de materiales, a veces transformados por el fuego (Ávila, 1963; Cristo de las glorias, 1968). Albert Ràfols Casamada se adscribe al tachismo, con cuadros de grandes superficies lisas, austeras, sin casi color (Homenaje a Schönberg, 1963). Joan Hernández Pijuan tiene un estilo expresionista postcubista, con fuerte carga social (Pintura, 1959).
La escultura intenta recuperar el espíritu vanguardista anterior a la contienda, buscando formas de expresión innovadoras y experimentando con nuevos materiales. Un aglutinante de los artistas de esta generación y centro difusor del nuevo estilo será el Salón de Octubre, de donde surgirán nombres como Domènec Fita, Manuel Cusachs, Salvador Aulèstia, Moisès Villèlia, etc. También se dedicaron a la escultura artistas como Joan Brossa, Antoni Tàpies y Josep Guinovart.

### Arte contemporáneo

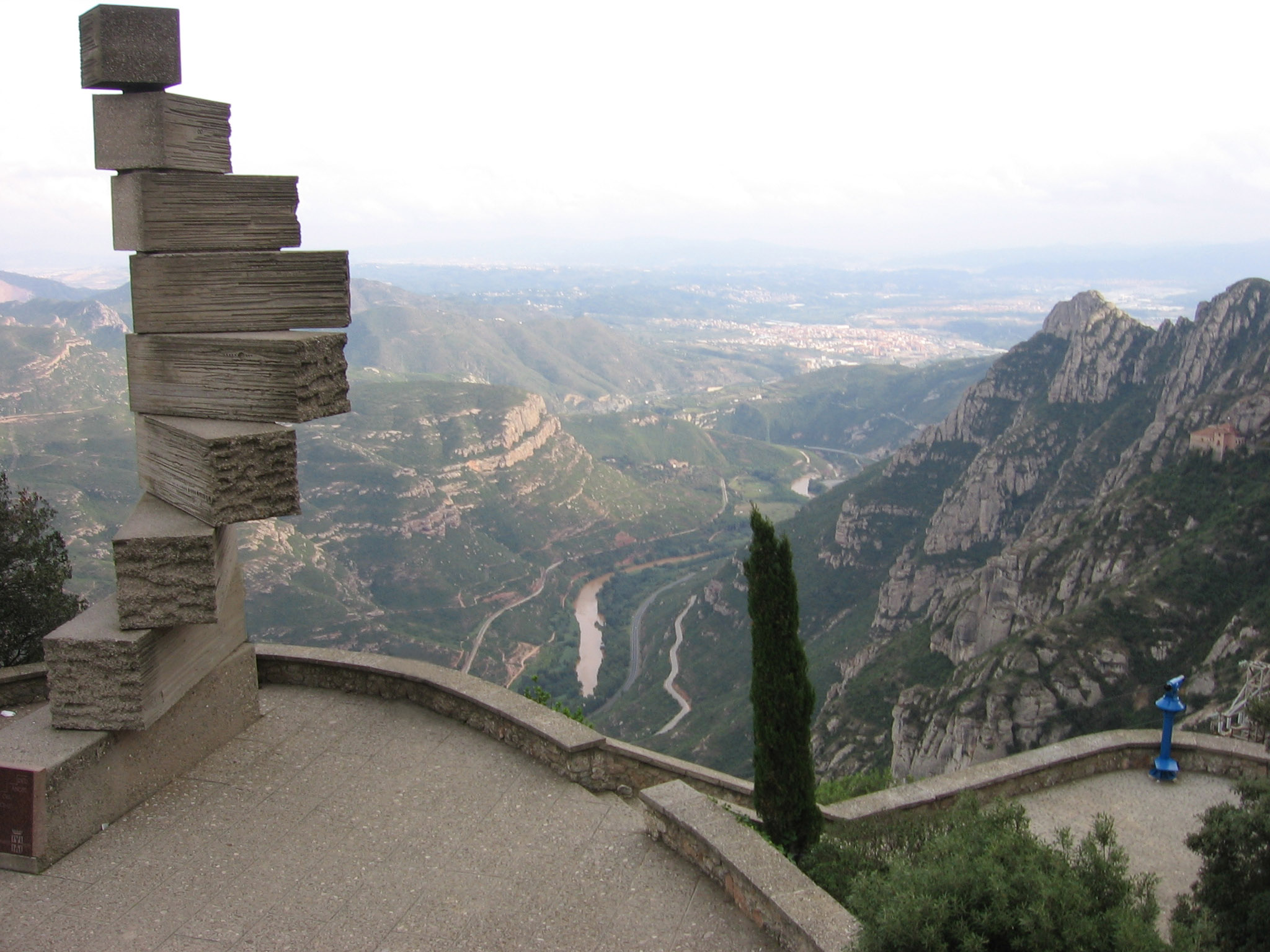
Monumento a Ramon Llull, de Josep Maria Subirachs

La situación política en la España de la transición hace que el panorama artístico sea diferente del de otros países: aquí no tienen mucho eco movimientos como el pop-art o el hiperrealismo. Tan sólo a partir de los años 1980 comienza una cierta normalización, apareciendo artistas que se adscriben al arte conceptual de moda en aquellos momentos, como Francesc Abad o Jordi Benito, que hacen acciones e instalaciones de fuerte carga reflexiva.
A partir de los años 1980 surgen las tendencias postmodernas, reinterpretación de estilos anteriores que da libertad al artista para utilizar cualquier técnica o estilo y transformarlos de forma personal; uno de sus máximos exponentes es Miquel Barceló, artista mallorquín instalado en Barcelona (Big spanish dinner, 1985, La estación de las lluvias, 1990). Joan Pere Viladecans hace una pintura personal, destacando por el soporte en pasta de papel y los colores agresivos (El contagio de la mariposa, 1984). Ferran García Sevilla hace una pintura figurativa llena de signos, cercana al arte primitivo, con gamas cromáticas vivas (Cien 18, 1987).
En escultura, el principal nombre de estos últimos años es Josep Maria Subirachs: formado en el novecentismo, evoluciona a un estilo expresivo y esquemático para finalizar en la abstracción; es autor de la Fachada de la Pasión de la Sagrada Familia, el Monumento a Ramon Llull en Montserrat (1976) y el Monumento a Francesc Macià en la plaza de Cataluña de Barcelona (1991). El valenciano Andreu Alfaro parte del informalismo para evolucionar a un constructivismo geométrico inspirado en Antoine Pevsner (Caminos de libertad, 1963). Xavier Corberó, formado en Londres, es autor de obras de formas geométricas y orgánicas cercanas al minimalismo (Piano, 1965). Susana Solano evoluciona desde una escultura minimalista a una obra de grandes dimensiones y fuerte solidez, reflejando una sensación de encierro que evidencia la fragilidad de la existencia (Mar de Galilea, 1986).

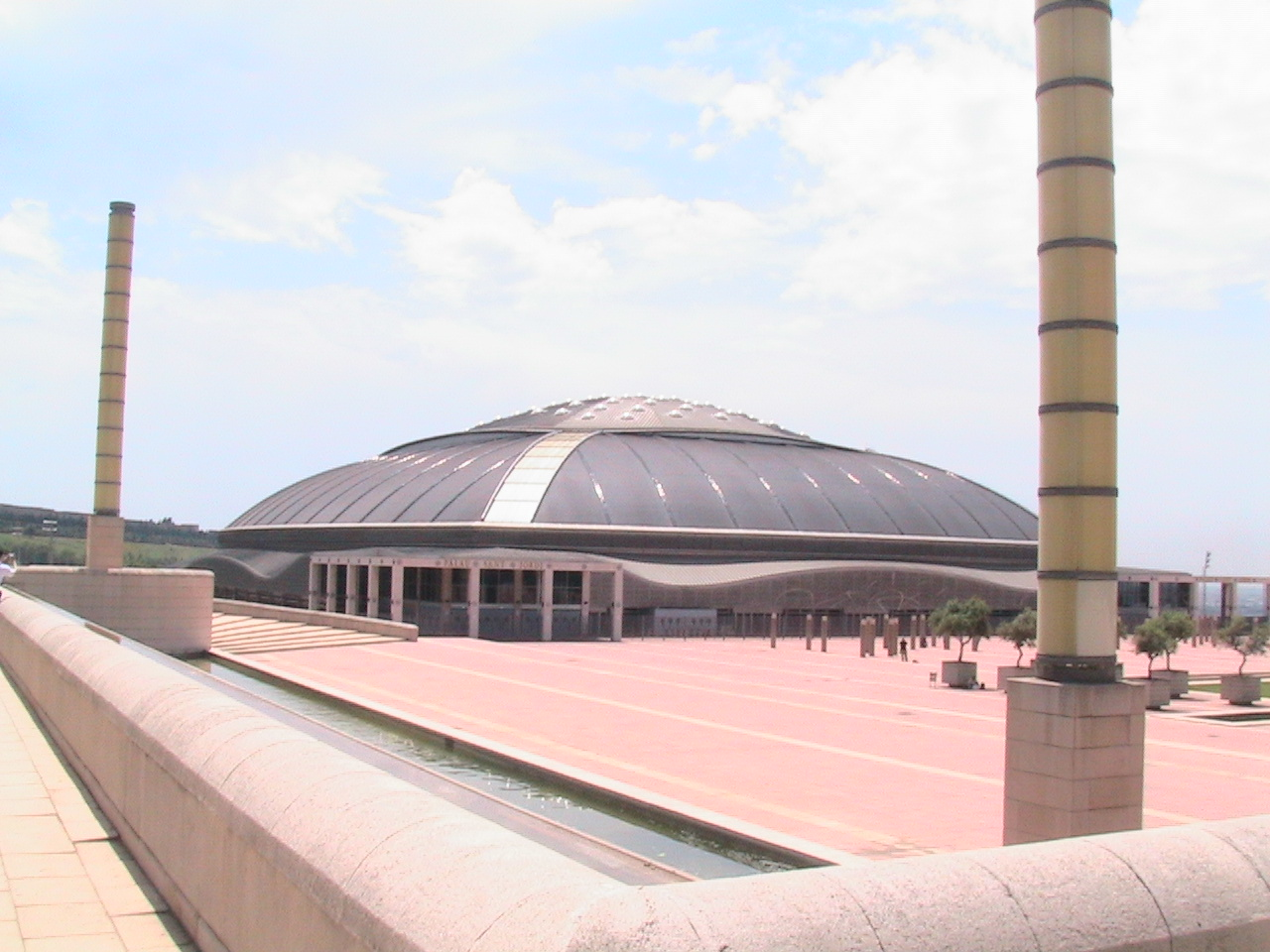
Palau Sant Jordi, de Arata Isozaki

En cuanto a arquitectura, en los años 1950, pasada la crisis de posguerra, surgió un nuevo intento de revitalización con el Grupo R, que sintetiza la tradición mediterránea catalana con las corrientes internacionales de vanguardia. Entre sus miembros destacaron: José Antonio Coderch, con una obra de carácter mediterráneo influenciada en la arquitectura popular y en la obra del arquitecto finlandés Alvar Aalto (Edificios Trade, 1966-1969); Antoni de Moragas, autor del Hotel Park (1950-1954); y Oriol Bohigas y Josep Martorell, autores del edificio de viviendas de la calle Pallars (1955-1960).
Entre los años 1960 y 1970 surgió la denominada Escuela de Barcelona –según la denominación propuesta por Bohigas–, heredera del Grupo R, que se adscribe al neorrealismo italiano que triunfaba por aquel entonces a nivel internacional, combinando un lenguaje constructivo racionalista con el empleo de materiales tradicionales, poniendo especial énfasis en la funcionalidad y el diseño. Destacan Federico Correa y Alfons Milà –que formaron equipo–, autores del Edificio Monitor (1969-1970); y Enric Tous y Josep Maria Fargas, autores de la Banca Catalana (1965-1968).
Durante los años 1980 la arquitectura se adscribe a las nuevas tendencias postmodernas, que destacan por la libre utilización de los lenguajes históricos, con tendencia al eclecticismo. Serán exponentes de esta corriente Ricardo Bofill, autor del Teatro Nacional de Cataluña (1991-1996); y Óscar Tusquets (Banco de España en Gerona, 1981-1983; Cavas Chandon en San Cugat Sasgarrigas, 1987-1990).
Otra de las profundas transformaciones de Barcelona vino con motivo de los Juegos Olímpicos de 1992, que supuso la remodelación de parte de la montaña de Montjuic, donde se construyó el Anillo Olímpico, con edificios como el Palau Sant Jordi de Arata Isozaki, las Piscinas Bernat Picornell, la Torre de Comunicaciones de Santiago Calatrava y la rehabilitación del Estadio Olímpico Lluís Companys de Federico Correa y Alfons Milà. También fue destacable la construcción de la Villa Olímpica en el Pueblo Nuevo, de Josep Martorell, Oriol Bohigas, David Mackay y Albert Puigdomènech (MBM Arquitectes), donde se construyeron dos grandes rascacielos, el Hotel Arts (obra de Bruce Graham) y la Torre Mapfre (de Íñigo Ortiz y Enrique de León). Por último, cabe destacar el impulso dado a la zona de Diagonal Mar por el Fórum Universal de las Culturas del 2004.